# Danh sách chương trình Paris By Night thập niên 2010
Paris By Night do ông Tô Văn Lai sáng lập sau năm 1975. Cuốn video số 1 sản xuất và phát hành tại Paris, Pháp.
Dưới đây là danh sách và thông tin về các chương trình Paris By Night được sản xuất và phát hành lần đầu trong thập niên 2010. Kể từ Paris By Night 104, song song với dạng DVD, chương trình được phát hành dưới dạng đĩa Blu-ray

## 2019

### Paris By Night 129
Paris By Night 129 với chủ đề Dynasty, tạm dịch là Triều Đại - một chủ đề mới lạ, huyền bí, và sâu sắc sẽ nói về nhiều đề tài và khía cạnh của những gia đình Việt Nam qua bao thế hệ. Chương trình không chỉ đề cập đến các câu chuyện lịch sử, các triều đại phong kiến trong lịch sử dân tộc mà còn nói đến ý nghĩa hẹp hơn là các thế hệ, các gia đình có công lao đóng góp cho nền văn nghệ Việt Nam từ xưa đến nay.
Paris By Night 129 là chương trình thứ 10 thu hình tại Planet Hollywood. Đặc biệt, chương trình có sự quay trở lại của ông Alan Carter trong vai trò đạo diễn.
Danh sách chương trình
1. Phần Mở Đầu
2. Không Lạc Loài © (Võ Hoài Phúc) - Hoàng Mỹ An, Thiên Tôn, Don Hồ, Quỳnh Vi, Ngọc Anh
3. Lời Mở Đầu - Nguyễn Ngọc Ngạn, Nguyễn Cao Kỳ Duyên
4. LK Nữ Ca: Kỷ Niệm, Tuổi Ngọc, Tuổi Mộng Mơ, Tuổi Thần Tiên (Phạm Duy) - Thái Hiền, Thái Thảo
5. Mình Yêu Nhau Từ Kiếp Nào (Tăng Nhật Tuệ) - Nguyễn Hồng Nhung
6. Hai Chữ Yêu Thương, Một Chữ Chờ © (Mai Xuân Thứ) - Thiên Tôn, Lam Anh
7. Phỏng Vấn Hồ Thanh Tuấn
8. Tân Cổ: Đà Lạt Hoàng Hôn & Thương Về Miền Đất Lạnh (Minh Kỳ, Dạ Cầm, Vọng Cổː Mạnh Quỳnh) - Hương Thủy, Mạnh Quỳnh
9. Hoa Lệ © (Hoàng An Lâm) - Don Hồ
10. Là Gì Giữa Chúng Ta © (Huỳnh Quốc Huy) - Minh Tuyết
11. Video Clip: Nam Phương Hoàng Hậu
12. Đố Vui Khán Giả
13. Về Quê Ngoại (Hàn Châu) - Ngọc Ngữ, Tuấn Quỳnh
14. Phỏng Vấn Lộc Dương
15. Tình Chàng Ý Thiếp (Y Vân) - Hoàng Nhung, Châu Ngọc Hà
16. Đố Vui Khán Giả
17. LK Ngày Em Đi & Góc Phố Rêu Xanh (Nhật Trung) - Lương Tùng Quang, Loan Châu, Băng Vinh
18. Lãnh Cung © (Hamlet Trương) - Như Loan, Như Ý
19. Phỏng Vấn Trần Uyên Phương
20. Video Clipː Tân Hiệp Phát
21. Yêu Bằng Hạnh Phúc Cuối © (Võ Hoài Phúc, thơ: Trần Quí Thanh) - Ngọc Anh
22. Hãy Sống Theo Những Gì Con Muốn © (Nhạc: Lê Quang, lời: Hà Quang Minh) - Bằng Kiều, Beckham
23. Phỏng Vấn Hằng Lê
24. Mưa Sài Gòn, Mưa Hà Nội (Phạm Đình Chương, thơ: Hoàng Anh Tuấn) - Ý Lan, Đình Bảo, Khải Đăng
25. Sầu Ngăn Cách © (Hamlet Trương) - Băng Tâm
26. Cung Sầu Gia Thọ (Thái Thịnh) - Như Quỳnh
27. Phỏng Vấn Nhạc Sĩ Trường Sa
28. Trong Giấc Mơ Em (Trường Sa) - Trần Thái Hoà
29. LK Bản Tình Cuối, Một Cõi Tình Phai, Tình Vẫn Còn Đây, Cần Thiết, Mưa Trên Cuộc Tình Tôi (Ngô Thụy Miên) - Đình Bảo, Lam Anh
30. Rưng Rưng Lệ (Vũ Thành An) - Thanh Hà
31. Phỏng Vấn Mr Mike Quaid
32. Hài Kịch: Một Ngày Ở Tiệm Nail (Nguyễn Ngọc Ngạn) - Hồng Đào, Việt Hương, Thúy Nga, Hoài Tâm, Hà Thanh Xuân
33. Trình Diễn Thời Trangː Dáng Lụa Cung Tơ (Đức Trí) - Hoàng Anh Khang, Hương Thủy, Ngọc Anh, Như Loan, Minh Tuyết, Băng Tâm, Như Ý, Châu Ngọc Hà, Hoàng Nhung, Hoàng Mỹ An, Loan Châu, Quỳnh Vi, Hà Thanh Xuân
34. Phỏng Vấn Loan Châu
35. Nhớ (Châu Kỳ) - Mai Thiên Vân, Hạ Vy
36. Đố Vui Khán Giả
37. Tiếng Ca Đó Về Đâu (Nguyễn Tiến Thịnh, Châu Kỳ) - Chế Linh
38. Gửi Người Cùng Xóm (Đài Phương Trang) - Trường Vũ
39. Khóc Một Cuộc Tình (Song Ngọc) - Đan Nguyên
40. Tình Sử Huyền Trân © (Vũ Thanh) - Hà Thanh Xuân
41. Tình Mẹ Cửu Long © (Nhạc: Tùng Châu, lời: Vũ Thanh) - Phi Nhung, Hồ Văn Cường
42. Phỏng Vấn Phi Nhung, Hồ Văn Cường
43. Rừng Xưa Đã Khép (Trịnh Công Sơn) - Mai Tiến Dũng, Bạch Công Khanh
44. Cho Ta Lại Gần Nhau © (Hoài An) - Trịnh Lam, Quỳnh Vi
45. LK Vùng Lá Me Bay (Anh Việt Thanh) & Dấu Chân Kỷ Niệm (Thúc Đăng) - Thanh Tuyền, Như Quỳnh, Mai Thiên Vân, Phi Nhung, Hương Thủy, Hạ Vy
46. LK The Uptight: Chiều Tím Vội Phai (Lan Anh), Quỳnh Hương (Trịnh Công Sơn), Bảy Ngày Đợi Mong (Trần Thiện Thanh), Nỗi Lòng (Nguyễn Văn Khánh), Cho Em Quên Tuổi Ngọc (Lam Phương), Tóc Em Chưa Úa Nắng Hè (Phạm Mạnh Cương), Không Còn Mùa Thu (Việt Anh), Linh Hồn Tượng Đá (Mai Bích Dung), Nếu Có Yêu Tôi (Trần Duy Đức, thơ: Ngô Tịnh Yên), Tam Nghiệp (Lữ Liên) - Tuấn Ngọc, Khánh Hà, Thúy Anh, Lưu Bích, Anh Tú
47. Lời Kết - Nguyễn Ngọc Ngạn, Nguyễn Cao Kỳ Duyên
48. Mị Châu Ta Vì Ai © (Hùng Quân) - Diễm Sương, Khải Đăng
49. Hậu Trường Sân Khấu

### Paris By Night 128
Chủ đề: Hành Trình 35 Năm - Phần 3: Feel The Lights
Đây là chương trình thứ 3 trong chuỗi chương trình kỉ niệm 35 năm Paris By Night của trung tâm Thúy Nga. Chương trình quy tụ nhiều ca nghệ sĩ vắng bóng đã lâu trên sân khấu cũng như những nghệ sĩ mới. Đây là chương trình thứ 9 thu hình tại Planet Hollywood, Las Vegas
Danh sách chương trình
1. Phần Mở Đầu
2. Tiếng Hát Nối Hai Bờ Đại Dương © (Hamlet Trương) - Đan Nguyên, Hoàng Mỹ An, Don Hồ, Minh Tuyết, Nguyễn Hưng, Khánh Hà
3. Lời Mở Đầu - Nguyễn Ngọc Ngạn, Nguyễn Cao Kỳ Duyên
4. LK Chờ Em Trong Chiều Nay (Mặc Thế Nhân) & Bài Cuối Cho Người Tình (Nguyễn Vũ) - Anh Khoa, Họa Mi
5. LK Tình Lỡ (Thanh Bình) & Tôi Đưa Em Sang Sông (Nhật Ngân, Y Vũ) - Chế Linh, Thanh Tuyền
6. Cánh Buồm Chuyển Bến (Minh Kỳ, Hoài Linh) - Hoàng Oanh, Hương Lan
7. Đố Vui Khán Giả Với Phi Nhung
8. Chiều Về Trên Sông (Phạm Duy) - Thiên Tôn, Ngọc Hạ
9. Đố Vui Khán Giả
10. LK Ba Tháng Tạ Từ, Dư Âm Ngày Cũ, Lưu Bút Ngày Xanh (Thanh Sơn) - Hoàng Nhung, Tuấn Quỳnh, Ngọc Ngữ, Đặng Hà Duy
11. Phỏng Vấn Lộc Dương
12. Nếu Mộng Không Thành (Giao Tiên) - Trường Vũ, Mai Thiên Vân
13. Ninh Kiều Là Em (Tiến Luân) - Hạ Vy, Hương Thủy, Tâm Đoan
14. Phỏng Vấn Trần Uyên Phương
15. Lời Cuối Cho Tình Đầu © (Tùng Châu, Hamlet Trương) - Quang Dũng, Như Quỳnh
16. Phỏng Vấn Thu Hoài
17. Đối Thoại © (Tú Dưa) - Bằng Kiều, Nguyễn Hồng Nhung
18. Nơi Ánh Sáng Quay Về © (Tùng Châu, Hamlet Trương) - Trần Thái Hòa, Lam Anh
19. Quán Bên Đường (Phạm Duy) - Ý Lan, Vũ Khanh
20. Hài Kịch: Chuyện Ngày 30 Tết (Trung Dân) - Hoài Linh, Trung Dân, Chí Tài, Hoài Tâm, Việt Hương
21. Đố Vui Khán Giả Với Quang Lê
22. Tận Cùng Nỗi Đau © (Hùng Quân) - Đan Nguyên, Minh Tuyết
23. Phỏng Vấn Chris Đào
24. LK Mỗi Khi Em Buồn & Người Quên Chốn Cũ (Thái Thịnh) - Quỳnh Vi, Diễm Sương, Kỳ Phương Uyên
25. Tưởng Nhớ Nhạc Sĩ Song Ngọc
26. Thất Tình Ca © (Hàn Sinh) - Phi Nhung, Mạnh Quỳnh
27. Bởi Anh Không Thuộc Về Em (Trương Lê Sơn) - Don Hồ, Loan Châu
28. Thiệp Hồng Anh Viết Tên Em (Song Ngọc, Hoài Linh) - Quang Lê, Băng Tâm
29. Phỏng Vấn Loan Châu
30. Tình Hồng Paris (Lam Phương) - Nguyễn Hưng, Ngọc Anh
31. Phỏng Vấn Nguyễn Bá Thành
32. Hài Kịch: Pháp Sư Trần Phiêu Diêu Tái Xuất Giang Hồ (Nguyễn Ngọc Ngạn) - Hoài Linh, Việt Hương, Hà Thanh Xuân
33. Giấc Mơ Sắc Màu © (Lương Bằng Quang) - Như Loan, Bảo Hân, Lương Tùng Quang
34. Phỏng Vấn Hằng Lê
35. Bão Lòng © (Hùng Quân) - Khải Đăng, Hoàng Anh Khang, Đăng Vinh
36. Cho Em Quên Tuổi Ngọc (Lam Phương) - Ngọc Hương
37. Khi Tôi Là Tôi (Nguyễn Đức Đạt) - Như Quỳnh
38. Phỏng Vấn Nguyễn Đức Đạt
39. Feel The Lights © (Võ Hoài Phúc) - Dương Triệu Vũ, Như Ý
40. Cánh Diều Mưa (Đan Nguyên) - Đan Nguyên, Mai Thiên Vân
41. Phỏng Vấn Đan Nguyên, Mai Thiên Vân
42. Phỏng Vấn Hạnh Phước
43. Có Duyên Không Phận © (Hoài An) - Lưu Bích, Trịnh Lam
44. Rồi Em Sẽ (Hồ Tiến Đạt) - Thanh Hà, Đình Bảo
45. LK Chán Nản & Nỗi Buồn (Văn Phụng) - Khánh Hà, Trần Thu Hà
46. Tia Sáng Trong Em © (Lương Bằng Quang) - Mai Tiến Dũng, Hoàng Mỹ An
47. Trình Diễn Thời Trangː Vào Hạ (Lê Hựu Hà) - Hương Thủy, Kỳ Phương Uyên, Hoàng Nhung, Hà Thanh Xuân, Tâm Đoan, Loan Châu, Như Ý, Hạ Vy, Lam Anh, Trúc Lam, Trúc Linh, Như Loan, Diễm Sương, Băng Tâm, Mai Thiên Vân, Nguyễn Hồng Nhung, Phi Nhung, Quỳnh Vi, Ngọc Anh, Minh Tuyết (Áo Dài Calvin Hiệp & Thái Nguyễn)
48. Finale

BONUS
- Hậu Trường Sân Khấu
- Làm Sao Hết Yêu Người (Hạ Đỏ Bích Phượng) - Vasa

## 2018

### Paris By Night 128 VIP Party
Là chương trình chào mừng kỉ niệm 35 năm Paris By Night dành cho các ca sĩ và khách VIP. Chương trình sẽ trực tiếp thu hình tại Celebrity Ballroom tại Planet Hollywood ngày 16 tháng 12 năm 2018, ngay sau Paris By Night 128. Đây là chương trình VIP party thứ năm của trung tâm và cũng là chương trình đầu tiên không phát hành DVD cũng như được trình chiếu trước Paris By Night 128.
Danh sách chương trình
1. Lời Mở Đầu & Cám Ơn Các Bảo Trợ - Kỳ Duyên, Marie Tô Ngọc Thủy
2. Dancing All Night - Hoàng Mỹ An
3. LK Anh Chờ Em Trở Lại (Hoàng Nguyên), Những Bước Chân Âm Thầm (Y Vân, Kim Tuấn), Nếu Có Yêu Tôi (Trần Duy Đức, Ngô Tịnh Yên) - Trần Thái Hòa, Thanh Hà, Thiên Tôn
4. Anh Ơi Nếu Đừng Dang Dở (Hoài Linh) - Thanh Tuyền
5. LK Và Con Tim Đã Vui Trở Lại (Đức Huy) & Hãy Yêu Như Chưa Yêu Lần Nào (Lê Hựu Hà) - Trần Thu Hà, Đình Bảo
6. LK Hoang Mang (Võ Hoài Phúc), Anh Muốn Em Sống Sao (Chi Dân), Những Lời Dối Gian (LV: Minh Tâm) - Đăng Vinh, Quỳnh Vi, Trịnh Lam
7. Xót Xa (Tô Thanh Tùng) - Tuấn Phước
8. Giọng Ca Dĩ Vãng (Bảo Thu) - Tuấn Phước, Mai Thiên Vân
9. LK Nhạc Pháp - Quang Dũng
10. Nếu Điều Đó Xảy Ra (Ngọc Châu) - Ngọc Anh
11. Chiều Thương Đô Thị (Song Ngọc) - Hương Lan
12. Ơn Em (Từ Công Phụng) - Vũ Khanh
13. Một Lần Dang Dở (Nhật Ngân) - Hà Thanh Xuân
14. Bên Em Là Biển Rộng (Bảo Chấn) - Bằng Kiều, Lam Anh
15. LK Một Thời Đã Xa (Trường Huy, Nguyễn Thanh Hà), 999 Đoá Hồng, Tình Nhạt Phai (LV: Tùng Giang), Trọn Kiếp Bình Yên (Đăng Anh) - Minh Tuyết, Dương Triệu Vũ
16. Vũ Nữ Thân Gầy (LV: Phạm Duy) - Họa Mi
17. Tình Em Biển Rộng Sông Dài (Thông Đạt) - Quang Lê
18. Rêu Phong (Tuấn Khanh) - Nguyễn Hồng Nhung
19. LK Ngày Em Đi (Lam Phương) & Hương (Nhật Ngân) - Nguyễn Hưng
20. Phải Chi (Song Ngọc) - Ý Lan
21. 60 Năm Cuộc Đời (Y Vân) - Đan Nguyên
22. Con Tim Thật Thà (Trịnh Nam Sơn) - Khánh Hà, Lưu Bích
23. LK Hoang Vắng (Quốc Dũng, Nguyễn Đức Cường), Lang Thang (Tuấn Thành), Trái Tim Lầm Lỡ (LV: Khúc Lan) - Don Hồ, Kỳ Phương Uyên, Như Loan
24. LK Cỏ Úa (Lam Phương), Hãy Đến Với Anh (Trần Tâm), Lỗi Tại Mưa (Vicky Nhung) - Diễm Sương, Lương Tùng Quang, Như Ý
25. Ngỡ (Khắc Việt) - Hợp Ca

### Paris By Night 127
Chủ đề: Hành Trình 35 Năm - Phần 2
Đây là chương trình thứ 2 trong chuỗi chương trình kỉ niệm 35 năm Paris By Night của trung tâm Thúy Nga. Chương trình nhấn mạnh vào Vũ Đoàn Paris By Night và những màn vũ đạo dàn dựng của Trung tâm Thúy Nga. Chương trình quy tụ nhiều ca nghệ sĩ, trong đó có nhiều nghệ sĩ vắng bóng khá lâu trên sân khấu Paris By Night quay trở lại.
Chương trình có sự xuất hiện lần đầu tiên của ca sĩ Băng Tâm.
Danh sách chương trình
1. Phần Mở Đầu
2. Thư Pháp (Nguyễn Duy Hùng) - Ngọc Anh
3. Lời Mở Đầu - Nguyễn Ngọc Ngạn, Nguyễn Cao Kỳ Duyên
4. Tàu Đêm Năm Cũ (Trúc Phương) - Hoàng Oanh
5. Rao Bán Vần Thơ Say (Vũ Thanh) - Đan Nguyên
6. Phỏng Vấn Lộc Dương
7. Ngày Em Đi © (Phúc Trường) - Minh Tuyết
8. Đố Vui Khán Giả Với Hạ Vy
9. Tình Sen © (Võ Hoài Phúc) - Hà Thanh Xuân
10. Phỏng Vấn Nhạc Sĩ Vũ Thành An
11. Bài Không Tên Số 50 (Vũ Thành An) - Nguyễn Hồng Nhung
12. Đêm Cuối Bên Nhau (Ngọc Trọng) - Don Hồ
13. Tình Đẹp Mùa Chôm Chôm (Giao Tiên) - Hạ Vy, Tuấn Quỳnh
14. Đố Vui Khán Giả Với Quang Lê
15. Hò Lơ (Phạm Duy) - Thiên Tôn, Quỳnh Vi
16. Lối Về Xóm Nhỏ (Trịnh Hưng) - Khải Đăng, Hoàng Mỹ An
17. Phỏng Vấn Tom Treutler
18. Bội Bạc (Song Ngọc) - Như Ý
19. Thương Về Xứ Nghệ (Nguyễn Tất Tùng) - Thanh Tuyền
20. Đừng Phụ Lòng Nhau (Đài Phương Trang) - Phi Nhung, Trường Vũ
21. Phỏng Vấn Michael Đào
22. Hài Kịch: Tình Có Như Không (Nguyễn Sinh) - Chí Tài, Hoài Tâm, Việt Hương
23. Phỏng Vấn Vũ Đoàn Paris By Night
24. Hương Tình Trà Vinh (Hà Sơn) - Hương Thủy
25. Người Tình Và Quê Hương (Nhật Ngân) - Băng Tâm
26. Phỏng Vấn Băng Tâm
27. Trích Đoạn Cải Lương: Tiếng Trống Mê Linh (Vĩnh Điền, Tái Biên Tập: Quang Nhã) - Phượng Mai
28. Giấc Mơ Trưa (Giáng Son) - Lam Anh
29. Bên Dòng Sông Trẹm (Phan Ni Tấn) - Hương Lan
30. Trăm Mến Ngàn Thương (Hoài Linh) - Hoàng Nhung
31. Phỏng Vấn Nhạc Sĩ Ngọc Trọng
32. Tình Trong Dĩ Vãng (Ngọc Trọng) - Nguyễn Hưng, Hoàng Mỹ An
33. Hạ Thương (Hàn Châu) - Như Quỳnh
34. Hài Kịch: Cầm Kỳ Thi Họa (Hồng Đào) - Trang Thanh Lan, Hồng Đào, Nguyễn Hồng Nhung, Hà Thanh Xuân
35. Phỏng Vấn Nguyễn Bá Thành
36. Về Với Em Đi © (Shin Hồng Vịnh) - Mai Tiến Dũng
37. Phỏng Vấn Shanda Sawyer
38. Đêm Tâm Sự (Trúc Phương) - Đan Nguyên, Băng Tâm
39. Đố Vui Khán Giả Với Phi Nhung
40. Sắc Màu (Trần Tiến) - Đình Bảo
41. Vinh Quy Bái Tổ (Nguyễn Duy Hùng) - Trần Thái Hòa
42. Về Bên Anh Nhé © (Hùng Quân) - Bằng Kiều
43. Vó Ngựa Trên Đồi Cỏ Non (Giao Tiên) - Quang Lê, Ngọc Hạ
44. Lời Kết - Nguyễn Ngọc Ngạn, Nguyễn Cao Kỳ Duyên
45. Tàu Về Quê Hương (Hồng Vân) - Lương Tùng Quang, Diễm Sương
46. Finale

BONUS
- Hậu Trường Sân Khấu
- LK Nhạc Trữ Tìnhː Trả Lại Thời Gian (Thanh Sơn), Tình Như Mây Khói (Lam Phương), Một Mình (Lam Phương) - Lương Tùng Quang, Ngọc Liên (Đạo Diễnː Hoàng Tuấn Cường)

### Paris By Night 126
Chủ đề: Hành Trình 35 Năm
Đây là chương trình đầu tiên trong chuỗi chương trình kỉ niệm 35 năm Paris By Night của trung tâm Thúy Nga. Chương trình vinh danh những cặp song ca thành danh từ sân khấu Paris By Night. Và đây cũng là chương trình đầu tiên được thu hình tại Minnesota. Chương trình được thu hình vào tuần lễ Memorial Day, quy tụ nhiều ca nghệ sĩ, trong đó có nhiều nghệ sĩ vắng bóng khá lâu trên sân khấu Paris By Night quay trở lại
Danh sách chương trình
1. Phần Mở Đầu
2. Tình Yêu Xây Đắp Nhân Gian © (Hamlet Trương) - Lam Anh, Minh Tuyết, Ngọc Anh, Nguyễn Hồng Nhung, Như Loan, Don Hồ, Dương Triệu Vũ, Bằng Kiều, Lương Tùng Quang, Trần Thái Hòa
3. Lời Mở Đầu - Nguyễn Ngọc Ngạn, Nguyễn Cao Kỳ Duyên
4. Hai Vì Sao Lạc (Anh Việt Thu) - Anh Khoa, Thanh Tuyền
5. Nhịp Cầu Tri Âm (Hoài Linh) - Trường Vũ, Như Quỳnh
6. Phỏng Vấn Trường Vũ, Như Quỳnh
7. Những Câu Chuyện Cũ Mèm (Hồ Tiến Đạt) - Khải Đăng
8. Xin Lỗi (Hồ Tiến Đạt) - Hoàng Thúy Vy
9. Đố Vui Khán Giả Với Don Hồ
10. Hậu Trường Sân Khấu
11. Lỗi Tại Mưa (Vicky Nhung) - Diễm Sương, Như Ý
12. Đố Vui Khán Giả Với Hương Thủy
13. LK Bài Không Tên Số 8 (Vũ Thành An) & Chiều Một Mình Qua Phố (Trịnh Công Sơn) - Quang Dũng, Ý Lan
14. Tình Nghèo Có Nhau (Đài Phương Trang) - Tuấn Vũ, Hạ Vy
15. Đêm Nghe Điệu Hoài Lang (Vũ Đức Sao Biển) - Hoài Linh, Hoài Lâm
16. Phỏng Vấn Jennifer Chung
17. Bão Tình (Hoàng Trọng, Duy Viêm) - Nguyễn Hưng, Lưu Bích
18. Video Clipː Tưởng Niệm
19. Phỏng Vấn Marie Tô
20. Dạ Khúc Nửa Vầng Trăng (LV: Thái Thịnh) - Đan Nguyên, Nguyễn Hồng Nhung
21. Hài Kịch: Của Ai (Trung Dân) - Trung Dân, Hoài Linh, Chí Tài, Quỳnh Hương
22. Đường Tình Đôi Ngã (Ngân Giang) - Quang Lê, Mai Thiên Vân
23. Phỏng Vấn Lộc Dương
24. Trăng Sơn Cước (Văn Phụng, Văn Khôi) - Hà Thanh Xuân, Hoàng Nhung
25. Phỏng Vấn Trần Uyên Phương
26. Ôm Một Bóng Hình © (Dương Khắc Linh) - Bằng Kiều, Minh Tuyết
27. Sao Vẫn Tìm Nhau (Trần Lê Quỳnh) - Don Hồ, Thanh Hà
28. Look At Yourself © (Hoàng Huy Long) - Lê Anh Tuấn
29. Cô Đơn Nốt Hôm Nay Thôi © (Shin Hồng Vịnh) - Hoàng Mỹ An
30. Đố Vui Khán Giả Với Mạnh Quỳnh
31. Hài Kịch: Làm Đẹp Cho Đời (Nguyễn Ngọc Ngạn) - Việt Hương, Hoài Tâm, Hương Thủy, Đan Nguyên
32. Phỏng Vấn Nguyễn Bá Thành
33. Yêu Hết Con Tim (Vũ Anh Tuấn, Khúc Lan) - Trúc Linh, Trúc Lam
34. Tân Cổ: Ngày Tiễn Đưa © (Mạnh Quỳnh) - Mạnh Quỳnh, Phi Nhung
35. Phỏng Vấn Mạnh Quỳnh, Phi Nhung
36. Nếu Anh Quên Tất Cả (Trần Lê Quỳnh) - Trần Thái Hòa, Ngọc Anh
37. Đắp Mộ Cuộc Tình (Vũ Thanh) - Bằng Kiều, Đan Nguyên, Quang Lê
38. Phỏng Vấn Kevin Nguyễn
39. Supermarket Love Affair - Lynda Trang Đài
40. Touch © (Phúc Trường) - Dương Triệu Vũ, Lam Anh
41. Đố Vui Khán Giả Với Phi Nhung
42. Tình Yêu Muôn Thuở (LV: Lê Hựu Hà) - Lương Tùng Quang, Như Loan
43. Mắt Biếc (Ngô Thụy Miên) - Đình Bảo, Thiên Tôn
44. Khúc Hát Mùa Chiêm (Hoàng Trọng, Hồ Đình Phương) - Như Quỳnh, Hương Thủy
45. Lời Kết - Nguyễn Ngọc Ngạn, Nguyễn Cao Kỳ Duyên
46. Khoảnh Khắc (Trương Quý Hải) - Lưu Bích, Thanh Hà, Minh Tuyết, Ngọc Anh, Nguyễn Hồng Nhung
47. Finale
48. BONUSː Hậu Trường Sân Khấu

### Paris By Night 125
Cuối tháng 4 năm 2018, chương trình Paris By Night 125 với chủ đề Chiều mưa biên giới được thực hiện nhằm để tưởng nhớ cố nhạc sĩ Nguyễn Văn Đông vừa qua đời hai tháng trước đó. Ngược về quá khứ, chương trình được lên lịch vào năm 2006 nhưng hai lần vào các năm 2006 và 2007, Tổng Lãnh sự quán Hoa Kỳ tại Thành phố Hồ Chí Minh, Việt Nam đều từ chối cấp thị thực để Nguyễn Văn Đông xuất ngoại tham dự dù có thư giới thiệu của thị trưởng thành phố Westminster (quận Cam, California) hoặc thư mời của đài truyền hình CBC (Canada). Nguyên nhân được cho là vì ông đã từ chối đi định cư Hoa Kỳ theo diện H.O thuở trước. Theo lời nhà sản xuất, đây được xem là chương trình chủ đề nhạc sĩ đầu tiên mà nhân vật đã qua đời, nhưng nội dung chương trình hầu như đã được nhạc sĩ cùng nhà sản xuất bàn thảo từ năm 2006. Quả phụ nhạc sĩ đề nghị nhà sản xuất quyên tiền tác quyền cho cô nhi viện ở Việt Nam.
Danh sách chương trình
1. Phần Mở Đầu
2. LK Phiên Gác Đêm Xuân - Khải Đăng & Sắc Hoa Màu Nhớ - Hà Thanh Xuân
3. Lời Mở Đầu
4. Chiều Mưa Biên Giới - Hương Lan
5. Anh - Trần Thái Hòa
6. Chiếc Bóng Công Viên (Phượng Linh) - Giao Linh
7. Phỏng Vấn Giao Linh
8. Bóng Nhỏ Giáo Đường (Phượng Linh) - Mai Thiên Vân
9. Hải Ngoại Thương Ca - Anh Dũng
10. Cô Nữ Sinh Gia Long (Phượng Linh) - Ngọc Ngữ, Châu Ngọc Hà
11. Phỏng Vấn Thu Thảo
12. Thương Muộn (Phượng Linh) - Lam Anh
13. Thương Về Mùa Đông Biên Giới (Phượng Linh) - Hạ Vy
14. Phỏng Vấn Anh Khoa
15. Anh Trước Tôi Sau - Anh Khoa
16. Mấy Dặm Sơn Khê - Ý Lan
17. Dạ Sầu (Phượng Linh) - Nguyễn Hồng Nhung
18. Trích Đoạn Cải Lương: Tiếng Hạc Trong Trăng (Yên Ba, Loan Thảo, Tân Nhạcː Nguyễn Văn Đông) - Như Quỳnh, Kim Tiểu Long, Hoài Tâm
19. Tân Cổ: Thầm Kín (Tân Nhạcː Phượng Linh, Vọng Cổː Tuấn Khanh) - Mạnh Quỳnh, Hương Thủy
20. Đom Đóm (Phượng Linh) - Trần Thái Hòa, Hoàng Nhung
21. Niềm Đau Dĩ Vãng (Phượng Linh) - Như Ý
22. Về Mái Nhà Xưa - Don Hồ
23. Đoạn Tuyệt (Phượng Linh) - Hoàng Oanh
24. Lời Giã Biệt - Thanh Tuyền
25. Phỏng Vấn Thanh Tuyền
26. Nhớ Một Chiều Xuân - Vũ Khanh
27. Khi Đã Yêu (Phượng Linh) - Minh Tuyết
28. Bông Hồng Cài Áo - Hà Thanh Xuân, Như Ý, Hoàng Nhung
29. Cay Đắng Tình Đời (Phượng Linh) - Ngọc Anh
30. Xin Đừng Trách Anh (Phượng Linh) - Đình Bảo
31. Mùa Sao Sáng - Thiên Tôn
32. Lời Kết
33. Khúc Tình Ca Hàng Hàng Lớp Lớp - Hợp Ca
34. Finale
35. BONUSː Hậu Trường Sân Khấu

### Paris By Night 124
Chủ đề: Anh Cho Em Mùa Xuân
Lồng trong khung cảnh mùa Xuân, Paris By Night 124 sẽ ca ngợi cuộc sống và con người Việt Nam qua thi ca, từ những áng văn chương bình dân tới tục ngữ ca dao cho đến những vần thơ lãng mạn được kết hợp tuyệt vời giữa "Thơ và Nhạc", sẽ làm nên một chương trình ca vũ nhạc đặc sắc.
Danh sách chương trình
1. Anh Cho Em Mùa Xuân (Nguyễn Hiền, thơ: Kim Tuấn) - Minh Tuyết, Hương Thủy, Mai Thiên Vân, Hạ Vy, Hà Thanh Xuân, Châu Ngọc Hà, Hoàng Nhung, Diễm Sương
2. Lời Mở Đầu
3. Vô Cùng © (Võ Hoài Phúc, thơ: Huỳnh Tuấn Anh) - Như Ý
4. Lời Hẹn Đầu Xuân (Đoàn Trung) - Mai Thiên Vân
5. Vợ Chồng Son © (Hamlet Trương) - Phi Nhung
6. Đố Vui Khán Giả
7. Giấc Mộng Đêm Xuân © (Hamlet Trương) - Như Loan, Diễm Sương
8. Đố Vui Khán Giả Với Ngọc Anh
9. LK Em Hiền Như Ma Soeur, Hai Năm Tình Lận Đận, Thà Như Giọt Mưa (Phạm Duy, thơ: Nguyễn Tất Nhiên) - Don Hồ, Dương Triệu Vũ
10. Hai Sắc Hoa Tigon (Hà Phương, thơ: TTKH) - Hoàng Oanh
11. Hạnh Phúc Đầu Xuân (Minh Kỳ, Lê Dinh) - Như Quỳnh
12. Phỏng Vấn Lộc Dương
13. Mùa Xuân Bên Nhau (Thanh Sơn) - Tâm Đoan
14. Người Em Sầu Mộng (Y Vân, thơ: Lưu Trọng Lư) - Bằng Kiều
15. LK Xuân Nào Con Sẽ Về (Trịnh Lâm Ngân) - Mai Quốc Huy & Mừng Tuổi Mẹ (Trần Long Ẩn) - Hương Thủy
16. Chiều (Dương Thiệu Tước, thơ: Hồ Dzếnh) - Hà Thanh Xuân
17. Ghen (Trọng Khương, thơ: Nguyễn Bính) - Nguyễn Hưng
18. Tháng Giêng Và Anh (Ngô Thụy Miên, thơ: Nguyên Sa) - Trần Thái Hòa
19. Kiếp Nào Có Yêu Nhau (Phạm Duy, thơ: Minh Đức Hoài Trinh) - Nguyễn Hồng Nhung
20. Người Hàng Xóm (Tô Thanh Tùng, thơ: Nguyễn Bính) - Hạ Vy
21. Nhà Anh Nhà Em (Anh Sơn, thơ: Hà Liên Tử) - Châu Ngọc Hà
22. Gái Xuân (Từ Vũ, thơ: Nguyễn Bính) - Hoàng Nhung
23. Phỏng Vấn Trần Uyên Phương
24. Hài Kịch: Tết Quê (Trung Dân) - Chí Tài, Trung Dân, Hoài Tâm, Thanh Hằng, Quỳnh Hương
25. Phỏng Vấn Kim Ngô
26. Ngày Mùa Xuân Vừa Ghé © (Châu Đăng Khoa) - Bạch Công Khanh
27. Gọi Em Là Đóa Hoa Sầu (Phạm Duy, thơ: Phạm Thiên Thư) - Trần Thu Hà
28. Hẹn Một Mùa Xuân (Đinh Việt Lang) - Đan Nguyên
29. Tạm Biệt Huế (Xuân An, thơ: Thu Bồn) - Ngọc Hạ
30. Hài Kịch: Cho Nhau Mùa Xuân (Nguyễn Ngọc Ngạn) - Chí Tài, Việt Hương, Thúy Nga, Hà Thanh Xuân
31. Đố Vui Khán Giả Với Lam Anh
32. Mắt Buồn (Phạm Đình Chương, thơ: Lưu Trọng Lư) - Ngọc Anh, Thiên Tôn
33. Lệ Đá (Trần Trịnh, thơ: Hà Huyền Chi) - Hoàng Thúy Vy
34. Trên Ngọn Tình Sầu (Từ Công Phụng, thơ: Du Tử Lê) - Quang Dũng
35. Xuân Vẫn Bên Ta (Trần Tuấn Kiệt) - Lương Tùng Quang, Khải Đăng
36. Xuân Không Màu (Tăng Nhật Tuệ) - Minh Tuyết
37. Chuyện Tình Buồn (Phạm Duy, thơ: Phạm Văn Bình) - Đình Bảo, Quỳnh Vi
38. Giao Thừa © (Võ Hoài Phúc) - Lam Anh, Lê Anh Tuấn
39. Lời Kết - Nguyễn Ngọc Ngạn, Nguyễn Cao Kỳ Duyên
40. Vui Như Tết (Châu Đăng Khoa) - Hoàng Mỹ An
41. Finale

BONUS
- Phóng Sựː Nhựa Chợ Lớn
- Phóng Sựː Tân Hiệp Phát
- Phóng Sựː To Be Skincare
- Hậu Trường Sân Khấu
- Giữa Khung Trời Xa (Roft Lovland, Max Nguyen, Vasa) - Vasa

### Paris By Night Divos
Chương trình quy tụ những giọng ca nam nổi tiếng, hàng đầu tại hải ngoại của trung tâm Thúy Nga: Chế Linh, Vũ Khanh, Bằng Kiều, Don Hồ, Quang Dũng, Trần Thái Hòa, Đan Nguyên, Lương Tùng Quang, Đình Bảo, Thiên Tôn, Dương Triệu Vũ, Mai Quốc Huy. Hài kịch với Chí Tài và Hoài Tâm. Đặc biệt, chương trình có 3 MC đặc biệt là Kỳ Duyên và 2 nữ ca sĩ lần đầu làm MC: Ý Lan và Minh Tuyết.
Danh sách chương trình:
1. Phần Mở Đầu
2. Đàn Bà (Song Ngọc) - Bằng Kiều, Quang Dũng, Don Hồ, Trần Thái Hòa, Đan Nguyên, Đình Bảo, Thiên Tôn
3. Bài Không Tên Số 1 (Vũ Thành An) - Vũ Khanh
4. Duyên Kiếp (Lam Phương) - Vũ Khanh, Ý Lan
5. Cơn Đau Cuối Cùng (Thái Thịnh) - Lương Tùng Quang
6. Túy Ca (Châu Kỳ, Trương Minh Dũng) - Mai Quốc Huy
7. Xót Xa (Tô Thanh Tùng) - Chế Linh, Mai Quốc Huy
8. Đưa Em Vào Hạ (Trầm Tử Thiêng) - Chế Linh
9. Riêng Một Góc Trời (Ngô Thụy Miên) - Thiên Tôn
10. Dấu Tình Sầu (Ngô Thụy Miên) - Trần Thái Hòa
11. Tình Khúc Cho Em (Lê Uyên Phương) - Trần Thái Hòa, Đình Bảo
12. Triệu Đóa Hoa Hồng (LV: Trung Kiên) - Đình Bảo
13. Hình Ảnh Người Em Không Đợi (Hoàng Thi Thơ) - Don Hồ
14. Ngày Em Đi (Lam Phương) - Đan Nguyên
15. Tình Chết Theo Mùa Đông (Lam Phương) - Don Hồ, Đan Nguyên
16. Hài Kịch: Duyên Phận (Vũ Thanh, Hoài Tâm) - Chí Tài, Hoài Tâm, Thiên Tôn
17. LK Giết Người Trong Mộng (Phạm Duy), Mười Năm Tình Cũ (Trần Quảng Nam), Vết Thù Trên Lưng Ngựa Hoang (Phạm Duy, Ngọc Chánh) - Dương Triệu Vũ
18. Tình Khúc Thứ Nhất (Vũ Thành An) - Bằng Kiều
19. Từ Ngày Em Đi (Huỳnh Quốc Huy) - Bằng Kiều, Minh Tuyết
20. Tình Tự Mùa Xuân (Từ Công Phụng) - Quang Dũng
21. Bài Không Tên Cuối Cùng (Vũ Thành An) - Quang Dũng
22. Nghìn Trùng Xa Cách (Phạm Duy) - Bằng Kiều, Thiên Tôn, Đình Bảo
23. Finale
24. Hậu Trường Sân Khấu

## 2017

### Paris By Night Gloria 3
Trung Tâm Thúy Nga và Giáo xứ St. Columban (Garden Grove, CA) tổ chức Paris By Night Gloria 3 với chủ đề Hoan Ca Maria, thu hình ngày 1 tháng 12 năm 2017. Chương trình Thánh Ca ca tụng Đức Mẹ được thực hiện nhân dịp kỷ niệm 100 năm Đức Mẹ hiện ra ở Fatima và Mừng Chúa Giáng Sinh. DVD Gloria 3 phát hành nhằm quyên góp trong việc trùng tu Giáo xứ St. Columban. DVD phát hành ngày 22 tháng 12 năm 2017.
Đây là chương trình thu hình thứ ba của Trung tâm Thúy Nga trong nhà thờ. Thành phần nghệ sĩ: MC Nguyễn Ngọc Ngạn, Hoàng Oanh, Như Quỳnh, Minh Tuyết, Mai Thiên Vân, Trần Thua Hà, Ngọc Hạ, Tâm Đoan, Lam Anh, Nguyễn Hồng Nhung, Hoàng Nhung, Châu Ngọc Hà, Quỳnh Vi, Như Ý, Don Hồ, Bằng Kiều, Trần Thái Hòa, Đan Nguyên, Đình Bảo, Thiên Tôn. Special guests: Đức Giám mục Timothy Freyer, Đức Ông Phạm Quốc Tuấn, Lm. Nguyễn Thanh Tài
Danh sách chương trình
1. Phần Mở Đầu
2. Đức Giám Mục Timothy Freyer Ban Huấn Từ Chúc Lành
3. Mùa Đông Năm Ấy (Lm. Hoài Đức) - Đức Ông Phạm Quốc Tuấn, Lm. Nguyễn Thanh Tài, Ca Đoàn Việt Linh Nhóm A
4. Xin Chúa Xuống - Bằng Kiều
5. Cao Cung Lên (Lm. Hoài Đức, Nguyễn Khắc Xuyên) - Thiên Tôn
6. Hoan Ca Maria (Lm. Kim Long) - Hoàng Nhung
7. Lời Mẹ Nhắn Nhủ (Lê Huy) - Don Hồ
8. Mừng Chúa Ra Đời (Nguyễn Duy) - Hoàng Oanh
9. Màu Xanh Noel (Nguyễn Văn Đông) - Như Ý
10. Lời Con Xin Chúa (Lê Kim Khánh) - Lam Anh
11. Đền Tạ Trái Tim Mẹ (Nguyễn Khắc Tuần) - Nguyễn Hồng Nhung
12. Khúc Hát Dâng Hoa (Hải Triều) - Châu Ngọc Hà
13. Nửa Đêm Khấn Hứa (Tuấn Hải) - Tâm Đoan
14. Tiếng Hát Đêm Noel (Tuấn Hải) - Đan Nguyên
15. Cung Chúc Trinh Vương (Lm. Hoài Đức) - Ngọc Anh
16. Mẹ Là Bóng Mát (Phanxicô) - Quỳnh Vi
17. Chuyện Một Đêm Đông (Lm. Duy Thiên) - Như Quỳnh
18. Dư Âm Mùa Giáng Sinh (Ngân Giang) - Trần Thái Hòa
19. Giáng Sinh Trong Mái Nghèo (Thanh Lâm) - Minh Tuyết
20. Dâng Mẹ (Lm. Hoài Đức) - Trần Thu Hà
21. Mùa Hoa Về Rồi (Trầm Hương) - Mai Thiên Vân
22. Ave Maria (LV: Phạm Duy) - Ngọc Hạ
23. Kìa Bà Nào (Hoàng Diệp) - Đình Bảo
24. Hội Nhạc Thiên Quốc (Thánh An-Phong, Hoàng Diệp) - Ca Đoàn Việt Linh Giáo Xứ St.Columban
25. Hang Belem (Hoài Linh, Minh Châu) - Hợp Ca
26. Đức Giám Mục Timothy Freyer Ban Phước Lành
27. Hậu Trường Sân Khấu

### Paris By Night 123
Chủ đề: "Ảo Ảnh"
Đây là chương trình lớn nhất, hoành tráng nhất của Trung tâm trong năm 2017 và là lần thứ 8 trung tâm quay hình tại Planet Hollywood, Las Vegas sau 1 năm vắng bóng.
Danh sách chương trình:
1. Phần Mở Đầu
2. LK Yêu Nhau Đi (LV: Thái Thịnh) - Lam Anh, Ảo Ảnh (Y Vân) - Thiên Tôn, Thôi Đừng Thờ Ơ (LV: Thái Thịnh) - Nguyễn Hưng
3. Lời Mở Đầu - Nguyễn Ngọc Ngạn, Nguyễn Cao Kỳ Duyên
4. Bài Không Tên Số 7 (Vũ Thành An) - Ý Lan
5. Chuyện Bay Giờ Đã Muộn © (Hamlet Trương) - Khải Đăng
6. Nối Lại Tình Xưa (Ngân Giang) - Chế Linh, Hương Lan
7. Sương Trắng Miền Quê Ngoại (Đinh Miên Vũ) - Mai Quốc Huy, Khánh Lâm
8. Đố Vui Khán Giả
9. Ảo Thuật: Solid Through Solid - Jason Latimer
10. Ảo Thuật: Science vs. Magic - Jason Latimer
11. Đố Vui Khán Giả
12. Cơn Mưa Trong Đời (LV: Khúc Lan) - Như Loan
13. Nhạc Tình Đêm Mưa (LV: Khúc Lan) - Hà Thanh Xuân
14. Phỏng Vấn Thu Hoài
15. Trong Nỗi Nhớ Muộn Màng (Ngô Thụy Miên) - Trần Thái Hòa, Ngọc Hạ
16. Gửi Về Anh (Đỗ Thu) - Thanh Tuyền, Mai Thiên Vân
17. Hai Mùa Mưa (Mạc Phong Linh, Mai Thiết Lĩnh) - Ngọc Ngữ, Đặng Hà Duy
18. Hài Kịch: Từ Thiện (Trung Dân) - Hoài Linh, Chí Tài, Trung Dân, Thanh Phương
19. Ảo Thuật: Shaping Water - Jason Latimer
20. Bạc Trắng Lửa Hồng (Thy Linh) - Phi Nhung, Đan Nguyên
21. Đố Vui Khán Giả
22. Muốn Nghe Từ Em Nói © (Võ Hoài Phúc) - Dương Triệu Vũ
23. Phỏng Vấn David Anthony
24. Hư Ảo (Diệu Hương) - Bằng Kiều
25. Từ Lúc Mình Chia Tay © (Thái Thịnh) - Hoàng Thúy Vy
26. Tấm Ảnh Không Hồn (Hoài An) - Hoàng Nhung, Châu Ngọc Hà
27. Phỏng Vấn Kim Ngô
28. Đêm Lạnh © (Phúc Trường) - Lương Tùng Quang, Lam Anh
29. Yêu Tiếng Hát Ngày Xưa (Thanh Sơn) - Hạ Vy, Tâm Đoan
30. Tân Cổ: Hương Tóc Mạ Non (Tân Nhạcː Thanh Sơn, Vọng Cổː Hoàng Song Việt) - Kim Tiểu Long, Hương Thủy
31. Ảo Thuật: Depiction Of Wonder - Jason Latimer
32. Hài Kịch: Bài Học Nhớ Đời (Nguyễn Ngọc Ngạn) - Chí Tài, Hoài Tâm, Việt Hương, Thúy Nga
33. Phỏng Vấn Trần Uyên Phương
34. Hoang Vắng (Quốc Dũng) - Quỳnh Vi, Kỳ Phương Uyên
35. Phỏng Vấn Lộc Dương
36. Xót Xa (Lam Phương) - Hoài Lâm
37. Lan Và Điệp 4 © (Hamlet Trương) - Như Quỳnh
38. Ảo Thuật: Drawing Of Life - Jason Latimer
39. Why? © (Châu Đăng Khoa) - Như Ý
40. Đố Vui Khán Giả
41. Tìm Trong Giấc Mơ (Bảo Ân) - Đan Nguyên
42. Người Yêu Cũ Có Người Yêu Mới (Hamlet Trương) - Don Hồ
43. Nước Mắt (Hamlet Trương) - Diễm Sương
44. Có Cũng Như Không © (Võ Hoài Phúc) - Minh Tuyết
45. LK Lẻ Bóng (Anh Bằng, Lê Dinh) & Ai Cho Tôi Tình Yêu (Trúc Phương) - Hoàng Oanh, Như Quỳnh, Phi Nhung, Tâm Đoan, Mai Thiên Vân
46. LK Rừng Xưa Đã Khép, Phôi Pha, Lời Thiên Thu Gọi (Trịnh Công Sơn) - Quang Dũng, Ngọc Anh
47. Lời Kết - Nguyễn Ngọc Ngạn, Nguyễn Cao Kỳ Duyên
48. Yêu Nhau Ngày Hôm Nay Thôi © (Dương Khắc Linh, Nguyễn Hồng Vịnh) - Hoàng Mỹ An
49. Finale

BONUS
- Phóng Sựː Nhựa Chợ Lớn
- Phóng Sựː Tân Hiệp Phát
- Phóng Sựː Viện Thẩm Mỹ Khơ Thị
- Phóng Sựː Hưng Phát USA
- Phóng Sựː To Be Skincare
- Hậu Trường Sân Khấu
- Hiu Hắt Đời Nhau (Lê Vũ) - Lương Tùng Quang, Diễm Sương

### Paris By Night 122
Chương trình mang chủ đề "Duyên Phận"
Nói đến Duyên Phận là nói đến hôn nhân, hạnh phúc gia đình, lễ giáo cổ truyền, cùng những biến đổi trong cuộc sống lứa đôi hiện nay. Duyên Phận là một chủ đề sâu sắc nhưng thiết thực liên quan đến tất cả mọi người nhất là phụ nữ Việt Nam qua nhiều thời đại.
Chương trình có sự xuất hiện lần đầu tiên của nghệ sĩ Kim Tiểu Long
Danh sách chương trình:
1. Phần Mở Đầu
2. Chuyện Tình Của Người Trinh Nữ Tên Thi (Hoàng Thi Thơ) - Hoàng Nhung, Hà Thanh Xuân, Hoàng Mỹ An
3. Lời Mở Đầu - Nguyễn Ngọc Ngạn, Nguyễn Cao Kỳ Duyên
4. Gặp Lại Cố Nhân (Hàn Sinh) - Đan Nguyên
5. Xa Vắng (Y Vân) - Tâm Đoan
6. Vội Vàng (Đức Trí) - Đình Bảo
7. Linh Hồn Tượng Đá (Mai Bích Dung) - Mai Quốc Huy
8. Tân Cổ: Con Gái Của Mẹ (Giao Tiên, Vọng Cổː Hoàng Song Việt) - Hương Lan, Châu Ngọc Hà
9. Phỏng Vấn Lộc Dương
10. LK Qua Đêm Nay (Mạnh Quân) & Ngày Chung Đôi (Huy Tuấn, Hà Quang Minh) - Lê Anh Tuấn, Hoàng Mỹ An
11. Hòn Vọng Phu 3 (Lê Thương) - Thiên Tôn, Ngọc Hạ
12. Đố Vui Khán Giả Với Diễm Sương
13. Chờ Thêm Một Đời © (Dương Khắc Linh, Trang Pháp, Nguyễn Hồng Vịnh) - Lam Anh
14. Chuyến Đò Không Em (Hoài Linh, Anh Phong) - Đặng Hà Duy
15. Phỏng Vấn Trần Uyên Phương
16. LK Phận Má Hồng (Y Vân) - Hà Thanh Xuân & Tựa Cánh Bèo Trôi (Hoàng Minh) - Hạ Vy
17. Phỏng Vấn Kim Ngô
18. Đố Vui Khán Giả Với Lê Anh Tuấn
19. Đêm Ả Đào (Phú Quang) - Nguyễn Hồng Nhung
20. Cô Giáo Trẻ (Cô Phượng) - Mai Thiên Vân
21. Cải Lương: Duyên Kiếp (Hoàng Song Việt) - Phi Nhung, Thanh Hằng, Hương Thủy, Kim Tiểu Long
22. Confessions © (Châu Đăng Khoa) - Diễm Sương, Quỳnh Vi
23. Từ Biệt Một Nỗi Yêu Thương (Thái Thịnh) - Hoàng Thúy Vy
24. Sai Lầm (Thái Thịnh) - Khải Đăng
25. Phận Gái Thuyền Quyên (Giao Tiên, Nguyên Thảo) - Đan Nguyên, Hoàng Nhung
26. Yêu Như Ngày Yêu Cuối © (Tăng Nhật Tuệ) - Mai Tiến Dũng
27. Phỏng Vấn Nhạc Sĩ Thái Thịnh
28. Lênh Đênh Phận Buồn © (Thái Thịnh) - Như Quỳnh
29. Thiệp Hồng Báo Tin (Minh Kỳ, Huy Cường) - Ngọc Ngữ
30. Hài Kịch: Nối Lại Duyên Xưa (Nguyễn Ngọc Ngạn) - Chí Tài, Việt Hương, Hoài Tâm, Hương Thủy, Nguyễn Hồng Nhung
31. Nhạc Sầu Tương Tư (Hoàng Trọng, Hoàng Dương) - Thúy An
32. Đố Vui Khán Giả Với Châu Ngọc Hà
33. Giây Phút Cuối © (Châu Đăng Khoa) - Minh Tuyết
34. Bài Thơ Vu Quy (Duy Quang, Thơː Tuệ Mai) - Don Hồ
35. Đố Vui Khán Giả Với Thiên Tôn
36. Đố Vui Khán Giả Với Lam Anh
37. Tình Này Cho Anh (Hồng Khánh) - Ngọc Anh
38. Phỏng Vấn Thanh Tuyền
39. Gửi Người Ngàn Dặm (Lam Phương) - Thanh Tuyền
40. LK Đêm Lá Ngoài Sân & Bông Cúc Vàng (Thanh Tùng) - Bằng Kiều, Trần Thu Hà
41. Thy (Hoài Lâm) - Hoài Lâm
42. Lời Kết - Nguyễn Ngọc Ngạn, Nguyễn Cao Kỳ Duyên
43. Trình Diễn Thời Trangː Duyên Phận (Thái Thịnh) - Như Quỳnh, Hương Thủy, Mai Thiên Vân, Phi Nhung, Hạ Vy, Quỳnh Vi, Lam Anh, Diễm Sương, Hà Thanh Xuân, Hoàng Nhung, Châu Ngọc Hà (Áo Dài Thái Nguyễn & Tường Khuê)
44. Finale

BONUS
- Phóng Sựː Nhựa Chợ Lớn
- Phóng Sựː Tân Hiệp Phát
- Hậu Trường Sân Khấu
- Vợ Người Ta (Phan Mạnh Quỳnh) - Justin Nguyễn
- Trái Tim Tôi Mùa Thu (Hạ Đỏ Bích Phượng) - Ngọc Anh

### Paris By Night 121
Chương trình mang chủ đề Song ca nhạc vàng, như một phần tiếp nối của Paris By Night 119: Nhạc vàng muôn thuở. Đây là 1 chương đã được khán thính giả khắp nơi yêu cầu, gồm những nhạc phẩm được sáng tác trước năm 1975, sẽ được Trung tâm Thúy Nga dàn dựng công phu, mới mẻ qua hình thức song ca độc đáo chưa từng có trong tủ Nhạc Vàng Paris By Night.
Chương trình có sự xuất hiện lần đầu tiên của nữ ca sĩ Hà Thanh Xuân và Đặng Hà Duy
Danh sách chương trình:
1. Phần Mở Đầu
2. Trình Diễn Thời Trangː Nếu Xuân Này Vắng Anh (Bảo Thu) & Khúc Nhạc Ngày Xuân (Nhật Bằng) - Lam Anh, Diễm Sương, Nguyễn Hồng Nhung, Minh Tuyết, Hoàng Nhung, Mai Tiến Dũng, Don Hồ, Lương Tùng Quang, Đan Nguyên, Lê Anh Tuấn (Áo Dài Thái Nguyễn)
3. Lời Mở Đầu - Nguyễn Ngọc Ngạn, Nguyễn Cao Kỳ Duyên
4. Tình Đời (Minh Kỳ, Vũ Chương) - Chế Linh, Như Quỳnh
5. Thương Hoài Ngàn Năm (Phạm Mạnh Cương) - Khánh Hà, Đình Bảo
6. Phỏng Vấn Đặng Hà Duy
7. Vì Lỡ Thương Nhau (Trần Kim Phú, Hoàng Mộng Ngân) - Phi Nhung, Đặng Hà Duy
8. Nắng Lên Xóm Nghèo (Phạm Thế Mỹ) - Hương Thủy, Tâm Đoan
9. Phỏng Vấn Kim Ngô
10. Tôi Chưa Có Mùa Xuân (Châu Kỳ) - Tuấn Vũ, Ngọc Ngữ
11. Tấm Ảnh Ngày Xưa (Lê Dinh) - Trung Chỉnh, Hoàng Oanh
12. Từ Ngày Tình Bỏ Ra Đi (Nhật Ngân) - Khải Đăng
13. Phỏng Vấn Khải Đăng
14. Hai Trái Tim Vàng (Trịnh Lâm Ngân) - Lê Anh Tuấn, Diễm Sương
15. Đố Vui Khán Giả Với Lương Tùng Quang, Quỳnh Vi
16. Đẹp Lòng Người Yêu (Ngọc Sơn) - Mạnh Quỳnh, Hà Thanh Xuân
17. Đố Vui Khán Giả Với Mai Quốc Huy, Châu Ngọc Hà
18. Hài Kịch: Chuyện Tình Điêu Thuyền (Nguyễn Ngọc Ngạn) - Chí Tài, Bằng Kiều, Thúy Nga, Hoài Tâm, Hương Thủy, Diễm Sương, Nguyệt Cát
19. Xa Người Mình Yêu (Song Phượng) - Đan Nguyên, Mai Thiên Vân
20. Đố Vui Khán Giả Với Lam Anh, Tâm Đoan
21. LK Cho Người Tình Lỡ (Hoàng Nguyên) & Những Gì Cho Em (Lam Phương) - Quang Dũng, Nguyễn Hồng Nhung
22. Vòng Tay Giữ Trọn Ân Tình (Đỗ Kim Bảng) - Hạ Vy, Hoàng Nhung
23. Đố Vui Khán Giả Với Ngọc Anh, Mai Thiên Vân
24. Tiếng Sáo Thiên Thai (Phạm Duy, Thơː Thế Lữ) - Ngọc Hạ, Quang Ngọc
25. Tình Hờ (Phạm Duy) - Lương Tùng Quang, Hoàng Thúy Vy
26. Hài Kịch: Thầy Bói Mù Tái Xuất Giang Hồ (Nguyễn Ngọc Ngạn) - Hoài Linh, Chí Tài, Phi Nhung
27. LK Thôi (Y Vân, Nguyễn Long) & Ảo Ảnh (Y Vân) - Nguyễn Hưng, Ngọc Anh
28. Kỉ Niệm Một Mùa Xuân (Vân Tùng) - Mai Quốc Huy, Châu Ngọc Hà
29. Mưa Đêm Ngoại Ô (Đỗ Kim Bảng) - Hoàng Oanh, Như Quỳnh
30. Anh Yêu Em Vào Cõi Chết (Phạm Duy, Nguyễn Long) - Đan Nguyên, Hoài Lâm
31. Phỏng Vấn Mạnh Quỳnh
32. Giã Từ Đêm Mưa (Văn Phụng) - Mai Tiến Dũng, Hoàng Mỹ An
33. Như Giọt Xuân Rơi (Anh Việt Thu) - Vũ Khanh, Ý Lan
34. Định Mệnh (Song Ngọc) - Bằng Kiều, Lam Anh
35. Xin Dìu Nhau Đến Tình Yêu (Đỗ Kim Bảng) - Don Hồ, Minh Tuyết
36. Lời Kết - Nguyễn Ngọc Ngạn, Nguyễn Cao Kỳ Duyên
37. Duyên Tình (Xuân Tiên) - Thiên Tôn, Quỳnh Vi
38. Finale

BONUS
- Phóng Sựː Tân Hiệp Phát
- Phóng Sựː Dầu Gió Xanh Hiệu Con Ó
- Hậu Trường Sân Khấu

## 2016

### Paris By Night 120
Paris By Night 120 chủ đề Còn chút gì để nhớ lần đầu tiên được quay hình tại Choctaw Casino, là chương trình lớn nhất, hoành tráng nhất của Trung tâm Thúy Nga trong năm 2016. Chương trình muốn đưa lại những ký ức về quê hương đồng thời cũng là dịp để lần đầu tiên khán giả vùng OK, TX và phụ cận có thể trực tiếp xem một chương trình thu hình Paris By Night. Đây cũng là lần đầu tiên nam danh ca Vũ Khanh xuất hiện trên sân khấu Paris By Night. Ngoài trình diễn trên sân khấu, Trung tâm Thúy Nga lần đầu tiên live stream sau hậu trường để khán giả không có điều kiện tham dự cũng có thể tham gia Paris By Night 120 phía sau hậu trường và nhận các phần thưởng.
Danh sách chương trình:
1. Phần Mở Đầu
2. Tôi Muốn Về Quê © (Gió Bụi) - Nguyễn Hồng Nhung
3. Lời Mở Đầu - Nguyễn Ngọc Ngạn, Nguyễn Cao Kỳ Duyên
4. Vợ Chồng Quê (Phạm Duy) - Ngọc Hạ, Thiên Tôn
5. Những Đêm Dài Không Ngủ (Đào Duy) - Hạ Vy
6. Mưa Nửa Đêm (Trúc Phương) - Tâm Đoan
7. Thói Đời (Trúc Phương) - Hoài Lâm
8. Tình Ghen (LV: Vũ Xuân Hùng) - Như Loan
9. Lời Thề Xưa (LV: Nhật Ngân) - Diễm Sương
10. Phỏng Vấn Thu Hoài
11. Một Thời Để Nhớ (Trầm Tử Thiêng) - Thái Châu
12. Hối Tiếc (Trầm Tử Thiêng) - Ngọc Anh
13. Hãy Để Anh Xin Lỗi Em © (Võ Hoài Phúc) - Lương Tùng Quang
14. Hài Kịch: Kế Hoạch Hoàn Hảo (Huỳnh Tấn Khoa) - Hoài Linh, Chí Tài, Trường Giang, Hoài Tâm, Thúy Nga
15. Đố Vui Khán Giả
16. Ngày Mai Chuyện Đã Khác (Hoàng Huy Long) - Mai Tiến Dũng
17. Đố Vui Khán Giả
18. Còn Chút Gì Để Nhớ (Phạm Duy, Thơː Vũ Hữu Định) - Vũ Khanh
19. Những Mùa Thu Qua Trên Cuộc Tình Tôi (Trường Sa) - Đình Bảo, Lam Anh
20. Khói Lam Chiều (Lan Đài) - Mai Thiên Vân
21. Những Ngày Xưa Thân Ái (Phạm Thế Mỹ) - Mai Quốc Huy, Ngọc Ngữ
22. Sao Anh Đành Phụ Em © (Thái Thịnh) - Phi Nhung
23. Phỏng Vấn Phi Nhung
24. Đừng © (Mạnh Quân) - Lê Anh Tuấn
25. Nothing's Gonna Change My Love © (Mạnh Quân) - Hoàng Mỹ An
26. Phỏng Vấn Lê Anh Tuấn
27. Hài Kịch: Những Ước Mơ Nhỏ Nhoi (Trường Giang) - Hoài Linh, Chí Tài, Trường Giang
28. Thương Nhớ Người Dưng (Nguyễn Nhất Huy) - Hương Thủy, Châu Ngọc Hà
29. Đố Vui Khán Giả Với Tâm Đoan
30. Mẹ Tôi (Trần Tiến) - Bằng Kiều, Trần Thu Hà
31. Không Bao Giờ Quên Anh (Hoàng Trang) - Thanh Tuyền
32. Chuyện Tình Không Dĩ Vãng (Tâm Anh) - Như Quỳnh
33. Sài Gòn Vắng Em © (Dương Khắc Linh, Hoàng Huy Long) - Justin Nguyễn
34. Tình Nhớ (Trịnh Công Sơn) - Hoàng Nhung
35. Đối Vui Khán Giả Với Ngọc Anh
36. Chắp Tay Lạy Người (Trúc Phương) - Đan Nguyên
37. Đố Vui Khán Giả Với Mai Thiên Vân
38. Sau Ngày Ấy © (Võ Hoài Phúc) - Minh Tuyết
39. Em Kể Anh Nghe (Nguyễn Hải Phong) - Tóc Tiên
40. Thuở Ấy Có Em (Huỳnh Anh) - Chế Linh
41. Tình Yêu Còn Lại (LV: Thái Thịnh) - Lam Anh, Don Hồ
42. Lời Kết - Nguyễn Ngọc Ngạn, Nguyễn Cao Kỳ Duyên
43. Cỏ Nhớ Tên Em (Tấn Phát) - Nguyễn Hưng
44. Finale

BONUS
- Phóng Sựː Viện Thẩm Mỹ Khơ Thị
- Phóng Sựː Dược Hậu Giang
- Phóng Sựː Tân Hiệp Phát
- Phóng Sựː Trung Nguyên International
- Hậu Trường Sân Khấu

### Paris By Night 119
Chủ đề: Nhạc vàng muôn thuở. Đây là lần tiếp theo trung tâm Thúy Nga thu hình 2 chương trình trực tiếp thu hình liên tiếp tại Pechanga Casino sau lần thu hình trước (Paris By Night 116 & 117). Chương trình tôn vinh dòng nhạc vàng hay còn gọi là nhạc Bolero, nhạc quê hương gắn liền với đời sống của người Việt Nam. Chương trình quy tụ nhiều thế hệ nghệ sĩ từ những giọng ca tiên phong cũng như những giọng ca tiếp nối. Đây cũng là chương trình đầu tiên nữ nghệ sĩ Thanh Hằng tham gia.
Danh sách chương trình:
1. Phần Mở Đầu
2. Xóm Đêm (Phạm Đình Chương) - Minh Tuyết
3. Những Bước Chân Âm Thầm (Kim Tuấn, Y Vân) - Hoàng Mỹ An
4. Lời Mở Đầu - Nguyễn Ngọc Ngạn, Nguyễn Cao Kỳ Duyên
5. Tình Yêu Trả Lại Trăng Sao (Lê Dinh) - Hương Lan
6. Có Thế Thôi (Thông Đạt, Tiến Tài) - Chế Linh
7. Phỏng Vấn Chế Linh
8. Mảnh Tình Thương (Mạnh Giác) - Như Quỳnh
9. Bỏ Phố Lên Rừng (Châu Kỳ) - Phi Nhung
10. Phỏng Vấn Phi Nhung
11. Chuyện Tình Buồn Hơn Ngưu Lang Chức Nữ (Mạnh Quỳnh) - Tâm Đoan
12. Lại Nhớ Người Yêu (Giao Tiên) - Đan Nguyên
13. Đừng Nhắc Chuyện Lòng (Đài Phương Trang) - Tuấn Vũ, Hạ Vy
14. LK Chúng Mình Ba Đứa & Chiều Thương Đô Thị (Song Ngọc, Hoài Linh) - Ngọc Ngữ, Tuấn Quỳnh, Khánh Lâm
15. Đố Vui Khán Giả
16. Hương Tình Cũ (Thanh Sơn) - Hoàng Nhung
17. Đố Vui Khán Giả Với Tuấn Vũ
18. Buồn Trong Kỷ Niệm (Trúc Phương) - Nguyễn Hồng Nhung
19. Có Bao Giờ (Đài Phương Trang) - Quang Lê
20. Phỏng Vấn Thái Nguyễn
21. Hài Kịch: Thần Tiên Cũng Nổi Điên (Trường Giang) - Hoài Linh, Chí Tài, Trường Giang, Thúy Nga, Hoài Tâm
22. Cho Vừa Lòng Em (Nhật Ngân, Mặc Thế Nhân) - Hoài Lâm
23. Nếu Hai Đứa Mình (Lê Dinh, Anh Bằng) - Mai Thiên Vân
24. Đố Vui Khán Giả Với Quang Lê
25. Ru Nắng (Trầm Tử Thiêng) - Hương Thủy
26. Đồng Cảnh Ngộ (Ngân Giang) - Trường Vũ, Như Quỳnh
27. Chuyến Tàu Hoàng Hôn (Minh Kỳ, Hoài Linh) - Hoàng Oanh
28. Kịch: Muộn Màng (Trường Giang) - Chí Tài, Hoài Linh, Trường Giang, Thanh Hằng
29. LK Hãy Quên Nhau (Phương Kim) & Ngày Buồn (Lam Phương) - Mai Quốc Huy, Châu Ngọc Hà
30. Đôi Ngã Chia Ly (Khánh Băng) - Thanh Tuyền
31. Phỏng Vấn Thanh Tuyền
32. Thu Ca (Phạm Mạnh Cương) - Hoàng Thúy Vy
33. LK Trăm Nhớ Ngàn Thương & Tình Bơ Vơ (Lam Phương) - Thái Châu, Mai Thiên Vân
34. Biết Nói Gì Đây (Huỳnh Anh) - Ý Lan
35. Xin Gọi Nhau Là Cố Nhân (Song Ngọc) - Bằng Kiều, Quang Lê, Đan Nguyên
36. Lời Kết - Nguyễn Ngọc Ngạn, Nguyễn Cao Kỳ Duyên
37. Trình Diễn Thời Trangː Đưa Em Xuống Thuyền (Hoàng Thi Thơ) - Minh Tuyết, Mai Thiên Vân, Tâm Đoan, Hương Thủy, Hạ Vy, Nguyễn Hồng Nhung, Hoàng Nhung, Phi Nhung, Châu Ngọc Hà (Áo Dài Thái Nguyễn)
38. Finale

BONUS
- Bao Đêm Không Ngủ (Vinh Sử) - Lam Anh
- Phóng Sựː Viện Thẩm Mỹ Khơ Thị
- Phóng Sựː Tân Hiệp Phát
- Hậu Trường Sân Khấu

### Paris By Night 118
Chủ đề: 50 năm âm nhạc Đức Huy. Đây là cuốn băng chủ đề nhạc sĩ tiếp theo của trung tâm Thúy Nga sau 5 năm kể từ Paris By Night 102: Nhạc yêu cầu - Tình ca Lam Phương và cũng là cuốn băng thứ hai của trung tâm giới thiệu nhạc sĩ Đức Huy sau cuốn Paris By Night 33: Nhạc tình Đức Huy thu hình năm 1995. Chương trình chỉ được thu hình 1 suất duy nhất vào tối ngày 7 tháng 5 năm 2016. Chương trình có sự xuất hiện lần đầu tiên của MC Nguyễn Mạnh Cường và 3 ca sĩ Đan Nguyên, Nguyễn Hồng Nhung và Hoàng Thúy Vy cùng nhiều ca sĩ khác quay trở lại
Danh sách chương trình:
1. Phần Mở Đầu
2. Và Con Tim Đã Vui Trở Lại - Nguyễn Hồng Nhung, Lam Anh, Ngọc Anh, Bằng Kiều, Thiên Tôn, Đình Bảo
3. Lời Mở Đầu - Nguyễn Cao Kỳ Duyên, Nguyễn Mạnh Cường, Đức Huy
4. Khóc Một Dòng Sông - Ngọc Hạ
5. Cơn Mưa Phùn  - Trần Thái Hòa
6. Mùa Hè Đẹp Nhất - Trần Thu Hà
7. Đố Vui Khán Giả
8. Trái Tim Ngục Tù - Đan Nguyên
9. Đố Vui Khán Giả
10. LK Chiều Hôm Nay & Đến Bên Anh - Như Loan, Lương Tùng Quang
11. Nhạc Sĩ Đức Huy Tâm Sự Về Thời Gian Sáng Tác Ở Hawaii
12. White Sandy Beach - Thiên Tôn
13. Tiếng Mưa Đêm - Ngọc Anh
14. Một Tình Yêu - Đình Bảo
15. Đừng Xa Em Đêm Nay - Hoàng Thúy Vy
16. Nếu Xa Nhau - Kỳ Phương Uyên
17. Và Tôi Cũng Yêu Em - Tuấn Anh
18. Phỏng Vấn Don Hồ
19. Bay Đi Cánh Chim Biển - Don Hồ
20. Đố Vui Khán Giả
21. Giấc Mơ Trong Mộng - Lam Anh
22. Đố Vui Khán Giả
23. Thêm Một Lần Nữa - Minh Tuyết
24. Tiếng Đàn Guitar - Đức Huy
25. Hài Kịch: Fan Cuồng - Chí Tài, Hoài Linh, Trường Giang, Đức Huy
26. Xin Một Ngày Mai Có Nhau - Khánh Hà
27. Tình Yêu Vội Đi - Bằng Kiều
28. Giống Như Tôi - Mai Tiến Dũng
29. Mãi Một Mình - Nguyễn Hồng Nhung
30. Yêu Lần Đầu - Tóc Tiên
31. Yêu Anh Dài Lâu - Diễm Sương
32. Luôn Luôn Mãi Mãi - Quỳnh Vi
33. Phỏng Vấn Quang Dũng
34. Sao Vẫn Còn Mưa Rơi - Quang Dũng
35. Phỏng Vấn Tuấn Ngọc
36. Như Đã Dấu Yêu - Tuấn Ngọc
37. Lời Kết - Nguyễn Cao Kỳ Duyên, Nguyễn Mạnh Cường, Đức Huy
38. Người Tình Trăm Năm - Hoàng Mỹ An
39. Finale

BONUS
- Lời Yêu Thương - Justin Nguyễn
- Phóng Sựː Tân Hiệp Phát
- Hậu Trường Sân Khấu

### Paris By Night 117
Chủ đề: Vườn hoa âm nhạc.
Chương trình có các bài hát liên quan đến các loài hoa cũng như các bài hát chào xuân mới. Đây là lần thứ hai kể từ sau năm 2008, Trung tâm Thúy Nga quay hình hai chương trình liên tiếp và là lần đầu tiên sau nhiều năm Trung tâm Thúy Nga trở lại với tần suất thu hình 5 chương trình/năm. Chương trình có sự xuất hiện lần đầu tiên của Thúy An (thí sinh VSTAR 2012) và các thí sinh VSTAR Kids 2015: Jenny Đan Anh, Victoria Thúy Vi, Lena Phương Vy, Hugo Hiếu Nguyễn, Đức Khang, Celine Thiên Ân Huỳnh, Rachele Thảo Vi.
Danh sách chương trình:
1. Phần Mở Đầu
2. Những Ngày Xuân Rực Rỡ © (Châu Đăng Khoa) - Tuấn Anh, Hoàng Mỹ An
3. Lời Mở Đầu - Nguyễn Ngọc Ngạn, Nguyễn Cao Kỳ Duyên
4. Phượng Yêu (Phạm Duy) - Ngọc Hạ, Thiên Tôn
5. Hoa Có Vàng Nơi Ấy? (Việt Anh) - Đình Bảo, Thanh Hà
6. Hoa Sữa (Hồng Đăng) - Thúy An
7. Đố Vui Khán Giả
8. Triệu Đóa Hoa Hồng (LV: Trung Kiên) - Ngọc Anh
9. Đố Vui Khán Giả
10. Chuyện Hoa Mười Giờ 2 (Đài Phương Trang) - Hạ Vy
11. Cánh Hoa Yêu (Hoàng Trọng, Vĩnh Phúc) - Hương Thủy
12. Hoa Xuyến Chi © (Võ Hoài Phúc, Thơː Huỳnh Tuấn Anh) - Trịnh Lam
13. Nếu Biết Tôi Lấy Chồng (Song Ngọc, Thơː TTKH) - Hoàng Nhung
14. Phỏng Vấn Hoàng Nhung
15. Màu Hoa Bí (Võ Đông Điền) - Tâm Đoan
16. Tuổi Học Trò (Minh Kỳ, Dạ Cầm) - Tâm Đoan, Jenny Đan Anh, Victoria Thúy Vi, Lena Phương Vy
17. Hương Hoa Lài © (Võ Hoài Phúc) - Minh Tuyết
18. Dưới Giàn Hoa Cũ (Tuấn Khanh) - Trần Thái Hòa
19. Yêu Hoa - Diễm Sương
20. Cánh Bướm Vườn Xuân - Như Loan
21. Những Đồi Hoa Sim (Dzũng Chinh, Thơː Hữu Loan) - Ngọc Ngữ
22. Loài Hoa Không Vỡ (Phạm Mạnh Cương) - Mai Thiên Vân
23. Đố Vui Khán Giả
24. Hài Kịch: Đòi Nợ Cuối Năm (Nguyễn Ngọc Ngạn) - Việt Hương, Hoài Tâm, Thúy Nga, Nhật Bình
25. Vẻ Đẹp Ngàn Năm © (Lương Bằng Quang) - Ánh Minh, Lương Tùng Quang
26. Phỏng Vấn Thu Hoài
27. Lưu Bút Ngày Xanh (Thanh Sơn) - Hoài Lâm
28. Hoa Vàng Mấy Độ (Trịnh Công Sơn) - Quang Dũng
29. Will You Marry Me? © (Lương Bằng Quang) - Justin Nguyễn
30. Đố Vui Khán Giả
31. Tôi Thấy Hoa Vàng Trên Cỏ Xanh (Châu Đăng Khoa) - Bằng Kiều
32. Áo Tím Ngày Xưa (Mạnh Phát, Lan Đài) - Ý Lan
33. Phỏng Vấn Ý Lan
34. Trình Diễn Thời Trangː Cùng Một Kiếp Hoa (Võ Đức Phấn) - Minh Tuyết, Hương Thủy, Như Loan, Lam Anh, Diễm Sương, Hoàng Nhung (Áo Dài Calvin Hiệp)
35. Phỏng Vấn Calvin Hiệp
36. Đêm Hoa Đăng (Nguyễn Văn Khánh, Thanh Sơn) - Như Quỳnh
37. Vì Sao Không Thể © (Phúc Trường) - Mai Tiến Dũng, Hương Giang
38. Cánh Hồng Phai © (Dương Khắc Linh) - Trấn Thành
39. Phỏng Vấn Trấn Thành
40. Xuân Tươi (Dương Thiệu Tước) - Don Hồ, Hugo Hiếu Nguyễn, Đức Khang, Celine Thiên Ân Huỳnh, Rachele Thảo Vi
41. Lời Kết - Nguyễn Ngọc Ngạn, Nguyễn Cao Kỳ Duyên
42. Mở Cửa Mùa Xuân (Võ Thiện Thanh) - Lam Anh
43. Finale

BONUS
- Phóng Sưː Viện Thẩm Mỹ Khơ Thị
- Hậu Trường Sân Khấu
- Mưa Bụi (Hữu Minh) - Mai Thiên Vân, Tuấn Quỳnh (Music Video)

## 2015

### Paris By Night 116
Chủ đề: Nụ cười đầu năm. Chương trình có sự góp mặt của nhiều danh hài nổi tiếng trong nước và hải ngoại và chỉ diễn ra một suất duy nhất. Đây cũng là chương trình Paris By Night không có sự góp mặt của nhà văn Nguyễn Ngọc Ngạn trong vai trò MC. Chương trình có sự xuất hiện lần đầu tiên trên sân khấu của các diễn viên Trấn Thành, Trường Giang, Anh Đức, Ngọc Giàu, Hoàng Khánh, Daniel Phú (trong vai trò diễn viên) và ca sĩ Hoàng Mỹ An, Châu Ngọc Hà
Danh sách chương trình:
1. Phần Mở Đầu
2. Dáng Em Lụa Là (Lương Bằng Quang) - Trấn Thành (giả Ngọc Anh - Paris By Night 106)
3. Đã Không Yêu Thì Thôi (Hoài An) - Việt Hương (giả Minh Tuyết - Paris By Night 81)
4. Những Lời Mê Hoặc (LV: Phạm Duy) - Hoài Linh, Chí Tài (giả Lam Anh, Duy Hân - Paris By Night 105)
5. Nỗi Buồn Châu Pha (Lê Dinh) - Hoài Tâm (giả Như Quỳnh - Paris By Night 42)
6. MC Kỳ Duyên & Việt Hương
7. Mùa Xuân Xa Quê (Hà Sơn) - Mai Thiên Vân, Hoài Lâm
8. MC Kỳ Duyên & Việt Hương
9. Tâm Hồn Sỏi Đá © (Lương Bằng Quang) - Minh Tuyết, Bằng Kiều
10. Đố Vui Khán Giả Với Kỳ Duyên, Việt Hương, Hương Thủy
11. Hài Kịch: Tô Ánh Nguyệt Remix (Trấn Thành) - Trấn Thành, Anh Đức, Ngọc Giàu
12. MC Kỳ Duyên & Chí Tài
13. Lười © (Châu Đăng Khoa) - Tuấn Anh
14. Đố Vui Khán Giả Với Kỳ Duyên, Trấn Thành, Hoàng Nhung
15. Chuyến Xe Lam Chiều (Cô Phượng) - Châu Ngọc Hà
16. MC Kỳ Duyên & Trấn Thành
17. Tình Mùa Đông Xứ Lạ (Lâm Hoàng) - Khánh Lâm
18. MC Kỳ Duyên & Trấn Thành
19. Hài Kịch: High Tech Hay Low Tech (Hồng Đào) - Hồng Đào, Quang Minh, Mai Tiến Dũng, Daniel Phú
20. Đố Vui Khán giả với Kỳ Duyên, Hương Thủy, Ngọc Ngữ
21. Hài Kịch: Thần Chém, Thần Gió (Trường Giang) - Chí Tài, Trường Giang
22. MC Kỳ Duyên & Trường Giang
23. Hoài Cảm (Cung Tiến) - Ngọc Anh, Trần Thái Hòa, Thiên Tôn, Đình Bảo
24. MC Kỳ Duyên & Bằng Kiều
25. Hài Kịch: Gia Đình Tuổi Thân (Hoàng Khánh) - Hoài Linh, Việt Hương, Hoài Tâm, Anh Đức
26. MC Kỳ Duyên & Trấn Thành
27. No More © (Châu Đăng Khoa) - Hoàng Mỹ An
28. MC Trấn Thành
29. Hài Kịch: Chuyến Xe Cuối Cùng (Hoàng Khánh) - Hoài Linh, Chí Tài, Thúy Nga, Hoàng Khánh
30. MC Kỳ Duyên & Trấn Thành
31. Trình Diễn Thời Trangː Catwalk © (Nguyễn Hữu Đức) - Như Loan, Ngọc Anh, Diễm Sương, Hoàng Nhung, Lam Anh, Hạ Vy (Áo Dài Thái Nguyễn)
32. Finale

BONUS
- Tình Yêu Trả Lại Trăng Sao (Lê Dinh) - Tâm Đoan
- Last Drop (Andrew Underberg) - Ánh Minh
- Love Song (Kiên Trần) - Mai Tiến Dũng
- Tôi Là Người Việt Nam (Dương Khắc Linh, Ánh Minh) - Hợp Ca VSTAR Kids
- Phóng Sựː Viện Thẩm Mĩ Khơ Thị
- Phóng Sựː Lông Mi Lashes
- Hậu Trường Sân Khấu

### Paris By Night 115
Chương trình mang chủ đề Nét đẹp Á Đông - Asian Beauty, trực tiếp thu hình vào đầu tháng 7 nhân dịp Lễ Độc lập Hoa Kỳ và được phát hành vào tháng 10 năm 2015. Đây là chương trình hoành tráng, vĩ đại nhất của Trung tâm năm 2015 và là chương trình thứ 7 của Thúy Nga tại Planet Hollywood, Las Vegas
Danh sách chương trình
1. Phần Mở Đầu
2. Dáng Tiên Xuân Ngời © (Lương Bằng Quang) - Quỳnh Vi, Ngọc Anh, Tóc Tiên, Lam Anh, Hoàng Nhung
3. Lời Mở Đầu - Nguyễn Ngọc Ngạn, Nguyễn Cao Kỳ Duyên
4. LK Nắng Thủy Tinh, Như Một Lời Chia Tay, Có Một Dòng Sông Đã Qua Đời (Trịnh Công Sơn) - Trần Thái Hòa, Hương Giang
5. Mãi Tìm Nhau (Thảo Trang) - Quang Lê, Mai Thiên Vân
6. Nụ Cười Em Ngày Đó (Nhật Ngân, Quốc Dũng) - Don Hồ
7. Falling © (Dương Khắc Linh, Hoàng Huy Long) - Ánh Minh
8. Chuyện Tình Người Trinh Nữ Tên Thi (Hoàng Thi Thơ) - Thái Châu, Hương Thủy
9. Kẻ Đau Tình (Quốc Dũng, Thơ: Xuân Kỳ) - Bảo Khánh
10. Ngày Mai Trời Lại Sáng © (Võ Hoài Phúc) - Như Quỳnh, Tâm Đoan (phụ diễn: Lương Tùng Quang)
11. Cơn Mơ Băng Giá © (Lê Thành Trung) - Bằng Kiều
12. Đưa Em Tìm Động Hoa Vàng (Phạm Duy, thơ: Phạm Thiên Thư) - Ngọc Hạ
13. Trao Nhau Nhẫn Cưới (Phạm Minh Cảnh) - Hạ Vy, Tuấn Quỳnh
14. Đố Vui Khán Giả Với Quang Lê
15. Tóc Đen © (Lưu Thiên Hương) - Minh Tuyết
16. Đố Vui Khán Giả
17. LK Cảm Ơn Em (Khắc Việt), Hẹn Hò Với Cô Đơn (Châu Đăng Khoa), Hạnh Phúc Mong Manh © (Trịnh Lam) - Lương Tùng Quang, Diễm Sương, Trịnh Lam
18. Phương Đông Quyến Rũ (Võ Thiện Thanh) - Quỳnh Vi, Justin Nguyễn
19. Hài Kịch: Nha Sĩ Phục Hận (Nguyễn Ngọc Ngạn) - Chí Tài, Hương Thủy, Hoài Tâm, Việt Hương
20. Phỏng Vấn Thanh Hằng
21. Trống Cơm - Cường Vũ, Nguyên Lê, Ngô Hồng Quang
22. Lý Cây Đa - Cường Vũ, Nguyên Lê, Ngô Hồng Quang
23. Đố Vui Khán Giả Với Bằng Kiều
24. Big Girl Don't Cry © (Châu Đăng Khoa) - Tóc Tiên
25. Em Về Miệt Thứ (Hà Phương) - Hương Lan
26. Em Đi Trên Cỏ Non (Bắc Sơn) - Hương Lan, Như Quỳnh, Hạ Vy, Tâm Đoan, Mai Thiên Vân
27. Ru Ta Ngậm Ngùi (Trịnh Công Sơn) - Khánh Hà
28. Bài Không Tên Số 5 (Vũ Thành An) - Thanh Hà
29. Đố Vui Khán Giả
30. Cỏ Và Mưa (Giáng Son, Thơ: Nguyễn Trọng Tạo) - Lam Anh
31. Đố Vui Khán Giả
32. Nếu Biết Tình Yêu (Thăng Long) - Hoàng Nhung, Ngọc Ngữ
33. LK Nỗi Đau Muộn Màng, Một Cõi Tình Phai, Ở Nơi Nào Em Còn Nhớ (Ngô Thụy Miên) - Quang Dũng, Ngọc Anh
34. Nàng Của Tôi © (Quốc Dũng) - Đình Bảo, Thiên Tôn
35. Phỏng Vấn Hoàng Kiều, Rolene Strauss - Hoa hậu Thế giới 2014, Carina Tyrrell - Hoa hậu Vương quốc Anh 2014, Victoria Mendoza - Hoa hậu Thế giới Mỹ 2015
36. Trộm Nhìn Nhau (Trầm Tử Thiêng) - Hoài Lâm
37. Phỏng Vấn Hoài Lâm
38. Xa Cách © (Nguyên Thủy, Thơ: Xuân Diệu) - Ý Lan
39. Trình Diễn Thời Trangː Nét Đẹp Á Đông © (Dương Khắc Linh) - Thanh Hà, Như Quỳnh, Hạ Vy, Tâm Đoan, Minh Tuyết, Hương Thủy, Quỳnh Vi, Hương Giang, Mai Thiên Vân, Lam Anh, Diễm Sương, Ánh Minh
40. Lời Tạm Biệt - Nguyễn Ngọc Ngạn, Nguyễn Cao Kỳ Duyên
41. Dance With Me © (Lưu Thiên Hương) - Mai Tiến Dũng
42. Finale

BONUS
- Phóng Sựː Tập đoàn RAAS
- Phóng Sựː Thanh Hằng Beauty Medi
- Hậu Trường Sân Khấu
- Căn Nhà Dĩ Vãng (Đài Phương Trang) - Quang Lê, Châu Ngọc Hà
- Có Lẽ (Phúc Trường) - Như Loan
- Tôi Là Người Việt Nam (Dương Khắc Linh, Ánh Minh) - Ánh Minh

### Paris By Night 114
Chủ đề: 1975 - 2015 - Tôi là người Việt Nam
Nhìn về dĩ vãng để hướng tới tương lai, với những thành tựu lớn lao của cộng đồng người Việt hải ngoại, nhất là thế hệ thứ hai, thứ ba sau bốn thập niên hòa nhập vào môi trường xã hội mới, nhưng vẫn duy trì bản sắc văn hóa dân tộc bởi vì lúc nào cũng vẫn nhớ "Tôi là người Việt Nam"

Guests: William W. Mathis, Đinh Xuân Anh Tuấn, Ted Schweitzer, Max Schweitzer, Lan Cao, Trịnh Tiến Tinh, PQ Phan, Châu Đình An, Nhã Khanh, Hubert Võ, Thúy Vũ, Tạ Đức Trí, Nancy Bùi, Thomas Nguyễn, Diệp Khanh, Hùng Cao, Daniel Phú, Nam Nguyễn

#### Danh sách chương trình:
1. Lời Cảm Ơn (Nhạc: Ngô Thụy Miên, Lời: Hạ Đỏ Bích Phượng) - Hợp Ca
2. Videp Clip & Phỏng Vấn William W. Mathis
3. Thuyền Viễn Xứ (Thơ: Huyền Chi, Nhạc: Phạm Duy) - Ngọc Hạ
4. Hận Ly Hương (Anh Hoa, Ngọc Long) - Trần Thái Hòa
5. Tóc Xưa (Thơ: Dương Văn Thiệt, Nhạc: Ngô Thụy Miên) - Bằng Kiều
6. Video Clip & Phỏng Vấn Đinh Xuân Anh Tuấn
7. Ừ Thì Thôi © (Thái Uy) - Như Quỳnh
8. Video Clipː Bảo Phi
9. Refuge Requiem - Bảo Phi
10. Video Clip Ted Schweitzer & Phỏng Vấn Max Schweitzer
11. Videp Clipː Cường Vũ
12. It's Mostly Residual (Cường Vũ) - Cường Vũ, Stomu Takeishi, Ted Poor
13. Video Clip & Phỏng Vấn Lan Cao
14. Hai Chiếc Bóng Cô Đơn (Tùng Châu, Lê Hựu Hà) - Lương Tùng Quang, Kỳ Phương Uyên
15. Video Clip & Phỏng Vấn Trịnh Tiến Tinh
16. LK Chiều Lên Bản Thượng (Lê Dinh), Khúc Ca Đồng Tháp (Thu Hồ), Chiều Làng Em (Trúc Phương) - Tâm Đoan, Hương Thủy
17. Video Clip & Phỏng Vấn PQ Phan
18. Aria Trích Đoạn: Câu Chuyện Bà Thị Kính (PQ Phan) - Teresa Mai, Bảo Thi, Nguyễn Hải Hoàng
19. Phỏng Vấn Nhạc Sĩ Châu Đình An
20. Bốn Mươi Năm Rồi Sao (Châu Đình An) - Ngọc Anh
21. Video Clip & Phỏng Vấn Nhã Khanh
22. Con Đường Xưa Em Đi (Châu Kỳ, Hồ Đình Phương) - Hoàng Nhung, Ngọc Ngữ
23. Tâm Sự Gửi Về Đâu (Thơ: Lê Minh Ngọc, Nhạc: Phạm Duy) - Tuấn Ngọc
24. Video Clip & Phỏng Vấn Hubert Vũ
25. Tình Thương Mái Lá (Trúc Phương) - Hạ Vy, Bảo Khánh
26. Video Clipː Khải Dương
27. Chef Khải Dương Với Món Ăn Huy Chương Vàng Beijing 2012
28. Video Clip & Phỏng Vấn Thúy Vũ
29. Những Ngày Thơ Mộng (Hoàng Thi Thơ) - Thu Phương
30. Đố Vui Khán Giả
31. Video Clipː Võ Vân Ánh
32. Hát Xẩm Lưu Lạc - Võ Vân Ánh, Alex Kelly, Jason Jong, PC Munoz
33. Video Clip & Phỏng Vấn Tạ Đức Trí
34. Sunday Buồn (Quốc Tuấn) - Mai Tiến Dũng, Ánh Minh
35. Video Clip & Phỏng Vấn Nancy Bùi
36. Hài Kịch: Tình Rồng Duyên Tiên - Quang Minh, Hồng Đào, Bằng Kiều, Diễm Sương
37. Đó Vui Khán Giả
38. Video Clipː Nguyên Lê
39. Thăng Long (Nguyên Lê) - Nguyên Lê, Stomu Takeishi, Ted Poor
40. Video Clip & Phỏng Vấn Thomas Nguyễn
41. LK Quê Nghèo (Phạm Duy) & Mẹ (Nhạc: Nguyễn Linh Diệu, Lời: Nguyễn Đình Toàn) - Hương Lan, Hương Giang, Hoàng Nhung
42. Đố Vui Khán Giả
43. Dạ Cổ Hoài Lang (Cao Văn Lầu) - Hương Thanh, Nguyên Lê, Jason Jong
44. Video Clipː Diệp Khanh
45. Lệ Vu Quy (Quốc Hùng) - Trịnh Lam, Diễm Sương
46. Còn Yêu Em Mãi (Nguyễn Trung Cang) - Thanh Hà, Thiên Tôn
47. LK Phố Vẫn Xưa (Lê Vũ) & Lời Tình Buồn (Hoàng Thanh Tâm) - Đình Bảo, Lam Anh
48. Video Clip & Phỏng Vấn Hùng Cao
49. Vỗ Cái Trống Cơm (Nguyễn Nghị) - Quỳnh Vi
50. Video Clip & Phỏng Vấn Nam Nguyễn
51. LK Đoản Khúc Cuối Cho Em & Em Về Nào Có Hay (Hoàng Trọng Thụy) - Don Hồ, Minh Tuyết
52. Little Saigon (Alan Nguyễn, Khúc Lan) - Justin Nguyễn
53. Đố Vui Khán Giả
54. Lý Ngựa Ô - Nguyên Lê, Cường Vũ, Võ Vân Ánh, Alex Kelly, PC Munoz, Jason Jong
55. Tôi Là Người Việt Nam © (Dương Khắc Linh, Ánh Minh) - Trịnh Lam, Hương Giang, Ánh Minh, Thiên Tôn
56. Lời Kết - Nguyễn Ngọc Ngạn, Nguyễn Cao Kỳ Duyên
57. LK Làng Tôi (Chung Quân) & Những Nẻo Đường Việt Nam (Thanh Bình) - Quang Lê, Mai Thiên Vân
58. Finale

### Paris By Night 113
Chương trình mang chủ đề Mừng tuổi mẹ, lúc đầu được gọi là Paris By Night Special Edition. Vào phút cuối, chương trình đổi thành Paris By Night 113. Chương trình này là chương trình xuân thứ sáu của trung tâm và là chương trình gộp hai chủ đề xuân và mẹ. Chương trình có lần đầu tiên xuất hiện của một số ca sĩ bước ra từ V-Star 2014 là Tuấn Anh, Hoàng Anh Khang, Nha Nguyễn, Khải Đăng, Bon Nguyễn, Đoàn Trọng và hai người thắng giải: Hoàng Nhung, Ngọc Ngữ. Ngoài ra, chương trình còn có sự xuất hiện lần đầu tiên của Hoài Lâm và sự trở lại của Quang Minh, Hồng Đào, Chí Tâm, Kiều Linh và Anh Dũng.
Danh sách chương trình:
1. Phần Mở Đầu
2. Cánh Thiệp Đầu Xuân (Minh Kỳ, Lê Dinh) - Minh Tuyết, Hạ Vy
3. Lời Mở Đầu - Nguyễn Ngọc Ngạn, Nguyễn Cao Kỳ Duyên
4. Sớm Nay Mùa Xuân © (Châu Đăng Khoa) - Trịnh Lam, Lam Anh
5. Mãi Cho Em Mùa Xuân (Vũ Quốc Việt) - Tuấn Anh
6. Bông Hồng Cài Áo (Ý: Thích Nhất Hạnh, Nhạc: Phạm Thế Mỹ) - Bằng Kiều
7. Xuân Đã Về (Minh Kỳ) - Diễm Sương, Kỳ Phương Uyên
8. Tân Cổ: Mừng Tuổi Mẹ (Tân Nhạc: Trần Long Ẩn, Cổ Nhạc: Hoàng Song Việt) - Mai Thiên Vân, Duy Trường
9. Hoa Cỏ Mùa Xuân (Bảo Chấn) - Ngọc Anh, Hoàng Anh Khang
10. Quê Nhà (Trần Tiến) - Ngọc Anh, Hoàng Anh Khang
11. Ước Nguyện Đầu Xuân (Hoàng Trang) - Hương Thủy
12. Quê Hương Và Mẹ Hiền (Văn Đắc Nguyên) - Tâm Đoan
13. Phỏng Vấn Jennifer Chung
14. Thư Xuân Hải Ngoại (Trầm Tử Thiêng) - Trần Thái Hòa
15. Thương Về Mẹ Huế (Phượng Vũ) - Như Quỳnh
16. Đố Vui Khán Giả Với Kỳ Duyên, Tuấn Quỳnh
17. Hài Kịch: Duyên Lạ Đêm Xuân - Quang Minh, Hồng Đào
18. Đố Vui Khán Giả Với Hương Thủy, Trịnh Lam
19. Phỏng Vấn Nha Nguyễn, Bon Nguyễn, Khải Đăng
20. Tết Này Con Sẽ Về © (Nguyễn Hồng Thuận) - Nha Nguyễn, Bon Nguyễn, Khải Đăng
21. Tiếng Dương Cầm (Văn Phụng) - Anh Dũng
22. LK Xuân Này Con Không Về (Trịnh Lâm Ngân) & Xuân Này Con Về Mẹ Ở Đâu? (Nhật Ngân) - Ngọc Ngữ, Bảo Khánh
23. Bông Vạn Thọ (Võ Thiện Thanh) - Thu Phương
24. Gặp Mẹ Trong Mơ (Lời Việt: Lê Tự Minh) - Hoàng Nhung
25. Chiều Xuân Xa Nhà (Nhật Ngân, thơ: Huy Phương) - Hoài Lâm
26. Phỏng Vấn Hoài Lâm
27. Về Đâu Mái Tóc Người Thương (Hoài Linh) - Hoài Lâm
28. Lòng Mẹ (Y Vân) - Thiên Tôn, Lam Anh
29. Đố Vui Khán Giả Với Kỳ Duyên, Bảo Khánh
30. Hài Kịch: Đại hội Táo Quân - Chí Tâm, Hoài Tâm, Thúy Nga, Kiều Linh, Duy Trường
31. Đố Vui Khán Giả Với Hương Thủy, Kỳ Phương Uyên
32. Chúc Xuân Tài Lộc © (Lương Bằng Quang) - Mai Tiến Dũng
33. Thư Của Mẹ (Nguyễn Văn Chung) - Minh Tuyết
34. Cảm Ơn (Trịnh Lâm Ngân) - Mai Thiên Vân, Tuấn Quỳnh
35. Xuân Vui Ca (Nguyễn Hiền) - Thanh Hà, Đình Bảo
36. Xuân Bên Em (Lương Ngọc Châu) - Đoàn Trọng
37. Đón Xuân (Phạm Đình Chương) - Tóc Tiên
38. Finale

BONUS
- Phóng Sựː Lông Mi Lashes
- Phóng Sựː Forever Beaumore
- Hậu Trường Sân Khấu
- Thiên Duyên Tiền Định (Tuấn Lê) - Ánh Minh, Mai Tiến Dũng
- Mùa Xuân Không Có Mẹ (Sơn Hạ) - Khánh Lâm
- Cảm Xúc © (Châu Đăng Khoa) - Tóc Tiên
- Những Gì Đẹp Nhất © (Hoài An) - Lam Anh, Trần Thái Hòa

## 2014

### Paris By Night Gloria 2
Chương trình được thu hình ngày 21 tháng 11 năm 2014 tại Nhà thờ Đức Mẹ La Vang. Đây là chương trình Thánh ca Giáng Sinh rất đặc biệt nhằm gây quỹ giúp giáo xứ xây tòa nhà sinh hoạt giáo lý đức tin và xây đài Đức Mẹ kiên cố hơn, thay vào bức tượng tạm thời hiện nay. Và đây cũng là Paris By Night thứ hai thu hình trong nhà thờ sau cuốn Gloria năm ngoái tại St. Barbara. Thành phần nghệ sĩ: MC Nguyễn Ngọc Ngạn, Hương Lan, Thanh Hà, Minh Tuyết, Ngọc Anh, Tâm Đoan, Ngọc Hạ, Mai Thiên Vân, Thu Phương, Lam Anh, Tóc Tiên, Kỳ Phương Uyên, Don Hồ, Trần Thái Hòa, Quang Dũng, Bằng Kiều, Trịnh Lam, Quang Lê, Đình Bảo, Thiên Tôn, Mai Tiến Dũng, Justin Nguyễn, Brothers Band, Ca đoàn thiếu nhi La Vang, Ca đoàn tổng hợp La Vang và các khách mời đặc biệt khác.
Nội dung chương trình
1. Xin Chúa Xuống - Đức Ông Phạm Quốc Tuấn, Ca Đoàn Tổng Hợp La Vang
2. Chúa Hãy Đến (LV: Phan Hoàng) - Lam Anh, Ca Đoàn Thiếu Nhi La Vang
3. Hôm Nay Toàn Dân - Thiên Tôn, Ca Đoàn Thiếu Nhi La Vang
4. Ave Maria Mẫu Tâm (LV: Ca đoàn Mẫu Tâm San Jose) - Ca Đoàn Tổng Hợp La Vang
5. Nơi Bêlem (Lm. Kim Long) - Ngọc Anh
6. Chuyện Một Mùa Đông (Lm. Duy Thiên) - Mai Thiên Vân
7. Mùa Sao Sáng (Nguyễn Văn Đông) - Don Hồ
8. Màu Xanh Noel (Nguyễn Văn Đông) - Thanh Hà
9. Giáng Sinh Không Nhà (Phan Mạnh Quỳnh) - Mai Tiến Dũng
10. Mùa Giáng Sinh Hạnh Phúc - Thu Phương
11. Xin Chúa Thấu Lòng Con (Nguyễn Văn Đông) - Trần Thái Hòa
12. Giáng Sinh Trong Mái Nghèo (Lm. Nguyễn Sang) - Tâm Đoan
13. Tình Yêu Giáng Sinh (Hoàng Kim Anh) - Trịnh Lam, Kỳ Phương Uyên
14. Tà Áo Đêm Noel (Tuấn Lê) - Quang Lê
15. Dư Âm Mùa Giáng Sinh (Ngân Giang) - Minh Tuyết
16. Lời Con Xin Chúa (Lê Kim Khánh) - Quang Dũng
17. Tiếng Chuông Ngân (LV: Nguyễn Ngọc Thiện) - Tóc Tiên
18. Dâng Chúa Hài Nhi (Phan Ngọc Hiển) - Hương Lan
19. Ave Maria Con Dâng Lời (Lm. Huyền Linh) - Ngọc Hạ
20. Lời Nguyện Cầu Giáng Sinh - Bằng Kiều
21. Giáng Sinh Về (Phan Ngọc Hiển) - Justin Nguyễn, Bé Na, Bé Nấm
22. Để Chúa Đến (Lm. Nguyễn Duy) - Lm. Joseph Nguyễn Văn Luân, Lm. Padre Thái Quốc Bảo, Ca Đoàn Tổng Hợp La Vang
23. Theo Ánh Sao Đêm - Đình Bảo, Ca Đoàn Tổng Hợp La Vang
24. Say Noel (Lm. Kim Long, Xuân Ly Băng) - Ca Đoàn Tổng Hợp La Vang
25. Hang Bêlem (Hoài Linh, Minh Châu) - Hợp Ca

### Paris By Night 112
Paris By Night 112 chủ đề Đông, thu hình tại Pechanga Resort & Casino vào 2 ngày Thứ Bảy, 27 tháng 9 & Chủ Nhật 28 tháng 9 năm 2014 với 3 suất diễn. Điều khiển chương trình do Nguyễn Ngọc Ngạn & Nguyễn Cao Kỳ Duyên. Đây là chương trình các bài hát về mùa đông. Chương trình có sự xuất hiện trở lại của nữ ca sĩ Tâm Đoan sau nhiều năm vắng bóng.
Bên cạnh đó, lần đầu tiên Trung tâm Thúy Nga thực hiện chương trình trực tuyến trên website với 2$ cho đêm phát sóng tại www.ott.thuynga.com
Danh sách chương trình:
1. Phần Mở Đầu
2. Một Ngày Vui Mùa Đông (Lê Uyên Phương) - Trần Thái Hòa, Ngọc Anh
3. Lời Mở Đầu - Nguyễn Ngọc Ngạn, Nguyễn Cao Kỳ Duyên
4. Tuyết Rơi Mùa Hè (Trần Lê Quỳnh) - Quang Dũng
5. Đêm Đông (Nguyễn Văn Thương, Kim Minh) - Bằng Kiều, Đình Bảo, Thiên Tôn
6. Tuyết Rơi (lời Việt: Phạm Duy) - Don Hồ
7. Bài Tình Ca Mùa Đông (Trầm Tử Thiêng) - Thanh Hà
8. Đố Vui Khán Giả
9. Phố Mùa Đông (Bảo Chấn) - Lam Anh
10. Mùa Đông Sắp Đến (Đức Huy) - Anh Tú
11. Xa Rồi Mùa Đông (Nguyễn Nam) - Ngọc Anh
12. Mùa Đông Thương Nhớ (Hùng Linh) -  Hương Thủy
13. Tiễn Em (thơ: Cung Trầm Tưởng, nhạc: Phạm Duy) - Thiên Tôn
14. Níu Kéo © (Lương Bằng Quang) - Lương Tùng Quang, Minh Tuyết
15. Đường Xa Tuyết Trắng (Lê Anh Dũng) - Đình Bảo
16. Phỏng Vấn Đình Bảo
17. Chia Tay Chiều Đông © (Lương Bằng Quang) - Ánh Minh
18. Hình Bóng Trong Tim © (Tùng Châu, Thái Thịnh) - Tâm Đoan
19. Đố Vui Khán Giả
20. Bài Thánh Ca Buồn (Nguyễn Vũ) - Thái Châu
21. Nhật Ký Mùa Đông (Hà Phương) - Hạ Vy
22. Chờ Đông (Trần Thiện Thanh) - Bảo Khánh
23. Đêm Lao Xao (Tường Văn) - Kỳ Phương Uyên
24. Ngày Tuyết Lạnh (lời Việt: Ngọc Lan) - Như Loan
25. Hài Kịch: Cuộc Thi Tài Năng Vi Vu (Nụ Cười Mới) - Chí Tài, Hoài Tâm, Việt Hương, Thúy Nga, Long Đẹp Trai
26. Còn Mãi Mùa Đông (lời Việt: Thái Thịnh) - Như Quỳnh
27. Nửa Đêm Ngoài Phố (Trúc Phương) - Khánh Lâm
28. Người Ngoài Phố (Anh Việt Thu) - Tuấn Quỳnh
29. Mùa Đông Xứ Huế (Lê Dinh, Minh Kỳ) - Hương Lan
30. Đông (Vũ Cát Tường) - Mai Tiến Dũng
31. Đố Vui Khán Giả
32. Nỗi Buồn Đêm Đông (Anh Minh) - Mai Thiên Vân
33. Chuyện Người Đan Áo (Trường Sa) - Quang Lê
34. Mùa Đông (Tuấn Thành) - Lương Tùng Quang, Diễm Sương
35. Hãy Bước Đi - Tóc Tiên
36. Đố Vui Khán Giả
37. Nỗi Nhớ Mùa Đông (thơ: Phương Thảo, nhạc: Phú Quang) - Thu Phương
38. Cửa Sổ Mùa Đông (Dương Thụ) - Bằng Kiều
39. Hai Mùa Noel (Nguyễn Vũ) - Trần Thái Hòa, Minh Tuyết
40. Lời Kết - Nguyễn Ngọc Ngạn, Nguyễn Cao Kỳ Duyên
41. White Christmas (lời Việt: Đình Bảo) - Quỳnh Vi
42. Ông Già Noel, Santa Claus is Coming to Town - Justin Nguyễn
43. Finale

BONUS
- Phóng Sựː Lông Mi Lashes by Daniel
- Hậu Trường Sân Khấu
- Ngã Rẽ (Võ Hoài Phúc) - Lam Anh
- Chờ Người (Lam Phương) - Ngọc Anh
- Giết Người Anh Yêu (Vinh Sử) - Mai Thiên Vân, Tuấn Quỳnh
- Vì Em Nhiều Nước Mắt © (Châu Đăng Khoa) - Minh Tuyết
- Hoang Mang (Bon Nguyễn) - Bon Nguyễn, Nha Nguyễn, Khải Đăng

### Paris By Night 111
Chương trình có chủ đề S (chỉ có một chữ cái), thu hình tại rạp hát AXIS tại Planet Hollywood Resort & Casino ở Las Vegas, Hoa Kỳ vào hai ngày 24 và 25 tháng 5 năm 2014. Điều khiển chương trình do Nguyễn Ngọc Ngạn & Nguyễn Cao Kỳ Duyên đảm trách. Chương trình có sự xuất hiện lần đầu tiên trên sân khấu Paris by Night của nam ca sĩ Tuấn Quỳnh và sự trở lại của đạo diễn Alan Carter
Nội dung chương trình
1. Phần Mở Đầu
2. Tình Hoài Hương (Phạm Duy) - Thiên Tôn, Trần Thái Hòa, Đình Bảo, Hạ Vy, Tóc Tiên, Mai Thiên Vân, Ngọc Anh, Như Quỳnh, Quỳnh Vi
3. Lời Mở Đầu - Nguyễn Ngọc Ngạn, Nguyễn Cao Kỳ Duyên
4. LK Sa Mạc Tình Yêu & Giấc Mơ Sa Mạc (Lời Việt: Khúc Lan) - Don Hồ, Diễm Sương
5. LK Sương Lạnh Chiều Đông (Mạnh Phát) & Chuyến Đi Về Sáng (Mạnh Phát) - Hương Lan, Giang Tử
6. LK Phiến Đá Sầu (Diệu Hương) - Đình Bảo & Vết Thương Sỏi Đá (Vĩnh Điện) - Thế Sơn
7. LK Đời Ca Sĩ © (Dương Khắc Linh) - Ánh Minh & Tiền © (Lương Bằng Quang) - Justin Nguyễn
8. Đố Vui Khán Giả
9. LK Yêu Một Mình (Trịnh Lâm Ngân) - Khánh Lâm & Hoa Sứ Nhà Nàng (Hoàng Phương) - Thái Châu
10. Khói Sương Mong Manh (Châu Đăng Khoa) - Lam Anh, Bằng Kiều
11. Đố Vui Khán Giả
12. Vì Sao Ta Yêu Nhau © (Hoàng Nhã) - Lương Tùng Quang, Quỳnh Vi
13. Trở Về Dòng Sông Tuổi Thơ (Hoàng Hiệp) - Thu Phương
14. Thôn Trăng (Mạnh Bích, Nguyễn Diệu) - Như Quỳnh
15. Trăng Phương Nam (Anh Hoa) - Hạ Vy, Hương Thủy
16. Đố Vui Khán Giả
17. Mộng Sầu (Trầm Tử Thiêng) - Hương Giang, Trần Thái Hòa
18. Chuyện Vườn Sầu Riêng (Vinh Sử) - Mai Thiên Vân, Tuấn Quỳnh
19. Sân Khấu Cuộc Đời (Võ Hoài Phúc) - Trịnh Lam, Như Loan
20. Hài Kịch: Xầm Xí - Hoài Linh, Chí Tài, Việt Hương, Thúy Nga
21. Sexy, Sexy © (Châu Đăng Khoa) - Anh Tú
22. Say Tình © (Phúc Trường) - Kỳ Phương Uyên
23. LK Sao Lòng Còn Thương (Hàn Châu) - Bảo Khánh & Người Thương Kẻ Nhớ (Hàn Châu) - Duy Trường
24. Sao Anh Nỡ Đành Quên (Tô Thanh Tùng) - Quang Lê, Lam Anh
25. Phỏng Vấn Quang Lê, Lam Anh
26. Sợi Nhớ © (Lương Bằng Quang) - Mai Tiến Dũng, Tóc Tiên
27. Đố Vui Khán Giả Với Nguyễn Ngọc Ngạn, Hoài Tâm
28. Trình Diễn Thời Trangː Áo Hoa (Trần Quang Lộc) - Quang Lê & Tình (Văn Phụng) - Ngọc Anh (Áo Dài ABC)
29. Đố Vui Khán Giả Với Nguyễn Ngọc Ngạn, Hoài Tâm
30. Lý Con Sáo Bạc Liêu (Phan Ni Tấn) - Quang Hiếu
31. Chôn Vùi Tâm Sự (Vinh Sử) - Mạnh Quỳnh, Mai Thiên Vân
32. Phỏng Vấn Mạnh Quỳnh, Mai Thiên Vân
33. Anh Muốn Em Sống Sao? (Chi Dân) - Minh Tuyết
34. Đố Vui Khán Giả Với Kỳ Duyên, Việt Hương
35. LK Chờ (Lam Phương) & Ai Đi Ngoài Sương Gió (Nguyễn Hữu Thiết) - Nguyễn Hưng, Ngọc Anh
36. Đố Vui Khán Giả Với Kỳ Duyên, Việt Hương
37. Hẹn Hò (Phạm Duy) - Thiên Tôn, Thanh Hà
38. Suối Tóc (Văn Phụng) - Ý Lan
39. Lời Cảm Tạ - Nguyễn Ngọc Ngạn, Nguyễn Cao Kỳ Duyên
40. Sài Gòn, Sài Gòn (Châu Đăng Khoa) - Justin Nguyễn, Mai Tiến Dũng, Anh Tú, Kỳ Phương Uyên, Như Loan, Tóc Tiên, Diễm Sương, Lam Anh, Ánh Minh
41. Finale

BONUSː
- Phóng Sựː Diamond Island Luxury Residences
- Hậu Trường Sân Khấu
- Sầu Cố Đô (Duy Khánh) - Khánh Lâm (Music Video)
- Khi Người Xa Tôi (Lê Xuân Trường) - Ngọc Anh (Music Video)

### Paris By Night 110
Chương trình có tên Phát lộc đầu năm, thu hình tại Pechanga Resort & Casino vào 2 ngày Thứ Bảy, 16 tháng 11 & Chủ Nhật 17 tháng 11 năm 2013. Điều khiển chương trình do Nguyễn Ngọc Ngạn & Nguyễn Cao Kỳ Duyên đảm trách. Bản DVD & Bluray được phát hành vào ngày Thứ Sáu 24 tháng 1 năm 2014. Chương trình có sự xuất hiện của 3 nam ca sĩ từ cuộc thi Vstar là Justin Nguyễn, Bảo Khánh và Quang Hiếu và Nghệ sĩ kỳ cựu Bảo Quốc.

Nội dung chương trình
1. Phần Mở Đầu
2. Đón Xuân (Quốc An) - Justin Nguyễn, Ánh Minh
3. Lời Mở Đầu - Nguyễn Ngọc Ngạn, Nguyễn Cao Kỳ Duyên
4. Đồn Vắng Chiều Xuân (Trần Thiện Thanh) - Thế Sơn
5. Hà Nội Mười Hai Mùa Hoa © (Giáng Son) - Thu Phương
6. Giai Điệu Mùa Xuân (Trần Nghiệp Hoàng, Võ Quốc Trụ) - Trịnh Lam, Lam Anh
7. Chúc Mừng Xuân (Thanh Sơn) - Lương Tùng Quang, Quỳnh Vi
8. Đố Vui Khán Giả
9. LK Mùa Xuân Trên Cao (Trầm Tử Thiêng), Mùa Xuân Đó Có Em (Anh Việt Thu), Cảm Ơn (Trịnh Lâm Ngân) - Mạnh Quỳnh, Khánh Lâm, Tuấn Vũ
10. Gửi Người Em Gái (Đoàn Chuẩn, Từ Linh) - Bằng Kiều
11. Phỏng Vấn Bằng Kiều
12. Mùa Xuân Hoa Đào (Hoàng Thi Thơ) - Mai Thiên Vân
13. Đố Vui Khán Giả
14. Chấp Nhận (Lam Phương) - Hương Lan, Thái Châu
15. Mùa Xuân Của Mẹ (Trịnh Lâm Ngân) - Quang Lê
16. Mùa Xuân Bên Nhau (Thanh Sơn) - Quang Hiếu
17. Hài Kịch - Hoài Linh, Chí Tài
18. Xuân Yêu Thương (Lời Việt: Lê Đức Cường) - Như Loan
19. Mùa Xuân Xôn Xao (Hàn Châu) - Duy Trường, Hạ Vy
20. Phỏng Vấn Bảo Khánh
21. Mỗi Mùa Xuân Về Lại Thêm Một Lần Dối Mẹ (Nhật Ngân, thơ: Trần Trung Đạo) - Bảo Khánh
22. Nàng Xuân Của Tôi (Nguyễn Hữu Thiết) - Trần Thái Hòa
23. Phỏng Vấn Như Quỳnh
24. Mùa Xuân Gửi Em (Minh Kỳ, Lê Dinh) - Như Quỳnh
25. Chúc Xuân (Đinh Trung Chính) - Don Hồ
26. Hài Kịch: Ông Táo Chầu Trời (Nguyễn Ngọc Ngạn) - Bảo Quốc, Việt Hương, Thúy Nga, Hoài Tâm, Duy Trường, Nguyên Khoa
27. Phỏng Vấn Bảo Quốc
28. Khúc Nhạc Ngày Xuân (Nhật Bằng) - Nguyễn Hưng
29. Phỏng Vấn Hoài Linh
30. Hoa Xuân (Phạm Duy) - Thiên Tôn, Lam Anh
31. Lúng La Lúng Luyến Xuân (Vũ Quốc Việt) - Anh Tú
32. Đố Vui Khán Giả Với Quang Lê
33. Mùa Xuân Không Còn Nữa (Lam Phương) - Ngọc Anh
34. Tết Xuân (Hồ Hoài Anh) - Thanh Hà, Đình Bảo
35. Đố Vui Khán Giả Với Quang Lê
36. Đố Vui Khán Giả Với Tuấn Vũ
37. Xuân Về Nhớ Tết Năm Nay (Hoài Linh) - Hương Thủy, Tóc Tiên
38. Hỏi Nàng Xuân (Vinh Sử, Cô Phượng) - Minh Tuyết
39. Gái Xuân (Từ Vũ, thơ: Nguyễn Bính) - Ý Lan
40. Mạnh Quỳnh, Hương Thủy Chúc Tết
41. Khúc Xuân (Võ Thiện Thanh) - Mai Tiến Dũng, Diễm Sương
42. Phút Giao Thừa Dịu Êm (Nguyễn Kim Tuấn) - Trịnh Lam, Trần Thái Hòa, Thiên Tôn, Đình Bảo, Ngọc Anh, Quỳnh Vi, Thanh Hà, Tóc Tiên
43. Finale

BONUSː
- Nhịp Bước Ngày Xuân (Phúc Trường) - Tóc Tiên, Mai Tiến Dũng
- Mơ (Kiên Trần) - Ánh Minh
- Vắng Anh Mùa Đông (Trương Lê Sơn) - Như Loan
- Đón Xuân Này Nhớ Xuân Xưa (Châu Kỳ) - Châu Ngọc Hà
- Hậu Trường Sân Khấu

## 2013

### Paris By Night Gloria
Chương trình được thu hình ngày 13 tháng 12 năm 2013 tại St. Barbara Catholic Church. DVD phát hành ngày 25 tháng 12 năm 2013. Đây là chương trình Thánh ca Giáng Sinh rất đặc biệt. Và đây cũng là Paris By Night đầu tiên thu hình trong nhà thờ.
Thành phần nghệ sĩ: MC Nguyễn Ngọc Ngạn, Bằng Kiều, Ngọc Anh, Như Quỳnh, Minh Tuyết, Thu Phương, Mai Thiên Van, Trần Thái Hòa, Don Hồ, Thanh Hà, Lam Anh, Tóc Tiên, Ánh Minh, Trịnh Lam, Thiên Tôn, Mai Tiến Dũng, Đình Bảo, Bảo Khánh, Hoài Phương, Brothers Band, Ca đoàn St. Barbara Catholic Church.
Nội dung chương trình
1. Phần Mở Đầu
2. Trời Cao (Duy Tân) - Lm. Tiến Linh, Lm. Nguyễn Trọng Hiếu, Lm. Đồng Minh Quang
3. Cao Cung Lên (Lm. Hoài Đức) - Đình Bảo, Ca Đoàn St Barbara
4. Lời Chào Mừng - Lm. Vũ Ngọc Long
5. Chúa Hài Đồng (LV: Đức Trí) - Thu Phương
6. Mừng Chúa Ra Đời - Trần Thái Hòa
7. Mùa Hoa Tuyết - Quỳnh Vi
8. Maria, Mẹ Có Biết Chăng? - Hoài Phương
9. Máng Cỏ Đêm Đông (Thanh Lâm, Phi Vân) - Lam Anh, Ca Đoàn Thiếu Nhi St Barbara
10. Bài Thánh Ca Buồn (Nguyễn Vũ) - Don Hồ
11. Lời Con Xin Chúa (Lê Kim Khánh) - Minh Tuyết
12. Đêm Thánh Vô Cùng (LV: Hùng Lân) - Bằng Kiều, Thiên Tôn, Đình Bảo
13. Dư Âm Mùa Giáng Sinh (Ngân Giang) - Trịnh Lam
14. Nửa Đêm Khấn Hứa (Tuấn Hải) - Như Quỳnh, Nguyễn Đức Đạt
15. Mùa Đông Năm Ấy (Lm. Hoài Đức) - Thiên Tôn, Phụ họa: Đức Giám Mục Kevin W.Vann
16. Phát Quà Lưu Niệm
17. Chúa Ra Đời (LV: Anh Linh) - Thanh Hà
18. Chuông Ngân Vang - Ánh Minh
19. Lá Thư Trần Thế (Hoài Linh) - Bảo Khánh
20. Hai Mùa Noel (Nguyễn Vũ) - Mai Thiên Vân
21. Chiên Lạc Trở Về (Nay Danh) - Bằng Kiều
22. Giáo Đường Im Bóng (Nguyễn Thiên Tơ, Phi Tâm Yến) - Ngọc Anh
23. Chú Bé Đánh Trống (LV: Viết Chung) - Đình Bảo, Lam Anh
24. LK Đi Tìm Chúa Tôi - Tóc Tiên, Mai Tiến Dũng
25. Hang Belem (Hải Linh, Minh Châu) - Hợp Ca, Ca Đoàn St Barbara
26. Chúc Lành Giáng Sinh - Đức Giám Mục Kevin W.Vann

### Paris By Night 109 VIP Party
Là chương trình chào mừng Paris By Night 109 dành cho các ca sĩ và khách VIP. Chương trình sẽ trực tiếp thu hình tại Planet Hollywood resorts and casinos (Las Vegas, Hoa Kỳ vào ngày 7 tháng 7 năm 2013, ngay sau Paris By Night 109. Đây là chương trình party thứ tư của trung tâm sau ba cuốn Paris By Night 100 VIP Party, 104 VIP Party và 106 VIP Party
Nội dung chương trình
1. Phần Mở Đầu
2. Đêm Huyền Diệu (Y Vân) - Ngọc Anh
3. Tạ Ơn Con Gái (Đinh Trầm Ca) - Mạnh Quỳnh
4. Hương Xưa (Vũ Hoàng) - Duy Trường
5. Bài Tình Ca Cho Em (Ngô Thụy Miên) - Thái Châu
6. Tình Phai (Nguyễn Ngọc Tài) - Lưu Bích, Nguyễn Hưng
7. Mộng Chiều Xuân (Ngọc Bích) - Như Quỳnh
8. Gặp Nhau Làm Ngơ (Trần Thiện Thanh) - Hương Thủy
9. Lạnh Lùng (Đinh Việt Lang) - Hạ Vy
10. Put Your Head On My Shoulder - Tuấn Ngọc
11. Hotel California - Don Hồ
12. Niệm Khúc Cuối (Ngô Thụy Miên) - Họa Mi
13. Hôn (Đoàn Vi Hương) - Ý Lan
14. Trao Quà Lưu Niệm Teresa Taylor
15. Trao Quà Lưu Niệm Ken Nguyễn
16. Trao Quà Lưu Niệm Color Club
17. Trao Quà Lưu Niệm Erno Laszio
18. Trao Quà Lưu Niệm Lụa Thái Tuấn
19. Nỗi Buồn Gác Trọ (Mạnh Phát) - Mai Thiên Vân
20. Bài Tango Cho Em (Lam Phương) - Hồ Lệ Thu
21. Ngày Em Đến (Y Vân) - Thanh Hà
22. Ảo Ảnh (Y Vân) - Lam Anh, Trần Thái Hòa
23. Lâu Đài Tình Ái (Trần Thiện Thanh) - Minh Tuyết, Bằng Kiều
24. Mystical Night (Hoài An) - Tóc Tiên, Mai Tiến Dũng
25. Chuyện Ba Người (Quốc Dũng) - Quang Lê
26. Ngựa Ô Thương Nhớ (Trần Tiến) - Anh Tú, Thiên Tôn
27. Tình Hờ (Phạm Duy) - Thu Phương
28. Xin Hãy Rời Xa (Vũ Tuấn Đức) - Quang Dũng
29. Stand By Me - Khánh Hà
30. Vết Son Trên Áo - Quỳnh Vi
31. Tàn Tro (LV: Julie) - Diễm Sương
32. Không (Nguyễn Ánh 9) - Lương Tùng Quang
33. Hài Kịch: Đại Gia Đình - Hoài Linh, Chí Tài, Thúy Nga, Việt Hương, Hoài Tâm, Long Đẹp Trai, Bé Tý, Nguyên Khoa
34. Phỏng Vấn Nghệ Sĩ Và Khán Giả

### Paris By Night 109
Là chương trình dự kiến mang tên 30th Anniversary, sẽ trực tiếp thu hình tại Planet Hollywood resorts and casinos (Las Vegas Hoa Kỳ) do Trung tâm Thúy Nga tổ chức vào dịp lễ Độc lập Hoa Kỳ 6 tháng 7 năm 2013. Chương trình có sự xuất hiện trở lại của khá nhiều ca sĩ đã từng cộng tác cho Thúy Nga như Dương Triệu Vũ, Hồ Lệ Thu, Elvis Phương, Họa Mi, Khánh Hà, Tuấn Ngọc, Bảo Hân, Tommy Ngô, Lynda Trang Đài đặc biệt là sự trở lại khá lâu của Tuấn Vũ và Châu Ngọc.
Nội dung
1. Video Clip: Chúc Mừng Sinh Nhật 30 Năm Paris By Night
2. LK Tung Bay © (Lương Bằng Quang) & Cò Lả - Mai Tiến Dũng, Ánh Minh, Quỳnh Vi, Tóc Tiên, Như Loan
3. Lời Ngỏ Trung Tâm Thúy Nga - Tô Ngọc Thủy
4. Hoa Nở Về Đêm (Mạnh Phát) - Giang Tử, Hương Lan
5. Duyên Quê (Hoàng Thi Thơ) - Ngọc Hạ, Quang Lê
6. Em Lụa Là (Lưu Thiên Hương) - Dương Triệu Vũ, Hương Giang
7. PBN 30th Anniversary Special Award: Đồng Sơn
8. LK Lời Tình Buồn & Một Lần Nào Cho Tôi Gặp Lại Em (Vũ Thành An) - Don Hồ, Quang Dũng
9. Anh Hãy Về Đi (Sang Đông, Ngân Trang) - Mai Thiên Vân, Trường Vũ
10. PBN 30th Anniversary Special Award: Alan Carter
11. PBN 30th Anniversary Special Award: Nguyễn Cao Kỳ Duyên
12. LK Một Thoáng Tây Hồ (Phó Đức Phương) & Chiều Phủ Tây Hồ (Phú Quang) - Thu Phương, Ngọc Anh
13. LK Trót Dại (Tuấn Hải, Lê Kim Khánh) & Tình Chỉ Đẹp (Thủy Tiên) - Hạ Vy, Mạnh Quỳnh
14. LK Mùa Thu Không Trở Lại (Phạm Trọng Cầu) & Lá Thu Vàng (Lời Việt: Lữ Liên) - Ý Lan, Ngọc Anh
15. Đố Vui Khán Giả
16. Nhạc Kịch: Tên Sở Khanh © (Lương Bằng Quang) - Bằng Kiều, Minh Tuyết, Kỳ Phương Uyên
17. PBN 30th Anniversary Special Award: Tùng Châu
18. PBN 30th Anniversary Special Award: Kim Hansen
19. Hai Người Bạn © (Hoài An) - Diễm Sương
20. Tình Yêu Đánh Rơi © (Võ Hoài Phúc) - Lưu Bích
21. LK Thà Như Giọt Mưa, Em Hiền Như Ma Soeur, Hai Năm Tình Lận Đận (Phạm Duy, thơ: Nguyễn Tất Nhiên) - Duy Quang, Thái Châu, Thế Sơn
22. Đố Vui Khán Giả
23. Bướm Mơ (Trần Mạnh Tuấn, thơ: Phan Đan) - Lam Anh, Quỳnh Vi
24. Đố Vui Khán Giả
25. Hài Kịch: Tấm Cám Vượt Thời Gian (Nguyễn Ngọc Ngạn) - Chí Tài, Hương Thủy, Việt Hương, Thúy Nga, Hoài Tâm
26. Phỏng Vấn Chí Tài
27. Thật, Hư © (Nguyễn Hải Phong) - Anh Tú
28. PBN 30th Anniversary Special Award: Richard Valverde
29. PBN 30th Anniversary Special Award: John Tomlinson
30. Trình Diễn Thời Trang Áo Dài 3 Miền: Xin Đừng Trách Đa Đa (Võ Đông Điền) - Kỳ Phương Uyên, Hạ Vy, Ánh Minh, Hương Giang, Minh Tuyết / Mưa Trên Phố Huế (Minh Kỳ, Tôn Nữ Thụy Khương) - Mai Thiên Vân, Diễm Sương, Lam Anh, Hương Thủy, Như Quỳnh / Em Đi Chùa Hương (Trung Đức, thơ: Nguyễn Nhược Pháp) - Bảo Hân, Hồ Lệ Thu, Như Loan, Châu Ngọc, Tóc Tiên, Thu Phương
31. PBN 30th Anniversary Special Award: Ron De Moraes
32. PBN 30th Anniversary Special Award: Simon Miles
33. Vũng Lầy Của Chúng Ta (Lê Uyên Phương) - Trần Thái Hòa, Thanh Hà
34. PBN 30th Anniversary Special Award: Joe Stewart
35. PBN 30th Anniversary Special Award: Harry Sangmeister
36. Em Phải Tin Vào Điều Đó © (Phúc Trường) - Như Loan, Lương Tùng Quang
37. PBN 30th Anniversary Special Award: Michael Watt
38. PBN 30th Anniversary Special Award: Tim Heintz
39. PBN 30th Anniversary Special Award: Shanda Sawyer
40. LK Nghèo: Nghèo (Trần Quý), Hai Đứa Nghèo (Như Phy), Số Nghèo (Như Phy) - Tuấn Vũ, Duy Trường, Khánh Lâm
41. LK Lầm, Trăm Nhớ Ngàn Thương, Em Đi Rồi, Như Giấc Chiêm Bao (Lam Phương) - Elvis Phương, Họa Mi
42. LK Swing: Bây Giờ Tháng Mấy (Từ Công Phụng), Niềm Đau Chôn Dấu (Lời Việt: Lữ Liên), Tình Cầm (Phạm Duy), Biển Cạn (Kim Tuấn), Một Tình Yêu (Đức Huy) - Khánh Hà, Tuấn Ngọc
43. Hoa Hậu Single Mom - Nguyễn Ngọc Ngạn, Nguyễn Cao Kỳ Duyên
44. Tiễn Anh Về Nơi Xa © (Vĩnh Tâm) - Tóc Tiên
45. Chút Kỷ Niệm Buồn (Tô Thanh Sơn) - Như Quỳnh
46. Đố Vui Khán Giả Với Trần Thái Hòa
47. Đố Vui Khán Giả Với Quang Lê
48. Rồi Mai Tôi Đưa Em (Trường Sa) - Bằng Kiều, Thiên Tôn, Đình Bảo
49. Phỏng Vấn Bằng Kiều, Thiên Tôn, Đình Bảo
50. Trong Cơn Say © (Phúc Trường) - Hồ Lệ Thu, Trịnh Lam
51. Hậu Trường Sân Khấu
52. Hát Dưới Cơn Mưa (Lời Việt: Thái Thịnh) - Nguyễn Hưng
53. Rhythm Of The Rain (John Claude Gummoe) - Lynda Trang Đài, Tommy Ngô
54. Lời Cảm Tạ - Nguyễn Ngọc Ngạn, Nguyễn Cao Kỳ Duyên
55. Hát Mãi Bài Tình Ca © (Thái Thịnh) - Hợp Ca
56. Finale

BONUSː
- Hậu Trường Sân Khấu
- Phóng Sựː Khán Giả PBN Khắp Nơi Trên Thế giới

### Paris By Night 108
Là chương trình dự kiến mang tên Thời gian / Time, thu hình vào hai ngày 23 và 24 tháng 3 năm 2013, tại Foxwoods Resort Casino (Mashantucket, Connecticut, Hoa Kỳ).
Đây là chương trình Paris By Night thứ 2 được quay ở Foxwoods Resort Casino.
DVD & Bluray của chương trình sẽ được đồng loạt phát hành toàn cầu bắt đầu từ thứ sáu, ngày 31 tháng 5 năm 2013. Đây là lần đầu tiên có sự xuất hiện của diễn viên Nguyên Khoa.
Nội dung chương trình
1. Phần Mở Đầu
2. LK Bốn Mùa: Mùa Hè Đẹp Nhất (Đức Huy), Chỉ Là Mùa Thu Rơi (Quốc Dũng, Lời: Nguyễn Đức Cường), Góc Phố Rêu Xanh (Nhật Trung), Khúc Giao Mùa (Huy Tuấn) - Minh Tuyết, Ngọc Anh, Kỳ Phương Uyên, Tóc Tiên
3. Lời Mở Đầu - Nguyễn Ngọc Ngạn, Nguyễn Cao Kỳ Duyên
4. LK Chiều Trên Phá Tam Giang (Trần Thiện Thanh, Thơ: Tô Thùy Yên) & Trên Đỉnh Mùa Đông (Trần Thiện Thanh) - Thế Sơn, Lam Anh
5. Chỉ Chừng Đó Thôi (Phạm Duy) - Don Hồ
6. LK Phút Giây Mình Chia Tay & Giờ Thì Anh Đã Biết (Thái Thịnh) - Lương Tùng Quang, Diễm Sương
7. Đố Vui Khán Giả
8. Bông Cỏ May (Trúc Phương) - Giang Tử
9. Em Đi Qua Để Lại (Quốc Hùng) - Lưu Bích
10. Đêm Bơ Vơ (Duy Khánh) - Khánh Lâm
11. Ảo Giác © (Lương Bằng Quang) - Thanh Hà
12. Phút Cuối © (Võ Hoài Phúc) - Trịnh Lam
13. Giọng Ca Dĩ Vãng (Bảo Thu) - Như Quỳnh
14. Hình Ảnh Người Em Không Đợi (Hoàng Thi Thơ) - Hương Thủy
15. Hoài Thu (Văn Trí) - Hạ Vy
16. Tình Cầm (Phạm Duy, Thơ: Hoàng Cầm) - Đình Bảo
17. Chỉ Còn Lại Tình Yêu (Tiến Minh) - Bằng Kiều
18. Nhật Ký Đời Tôi (Thanh Sơn) - Mai Thiên Vân
19. Đố Vui Khán Giả Với Thế Sơn
20. Lắng Nghe Thời Gian © (Lương Bằng Quang) - Mai Tiến Dũng
21. Đố Vui Khán Giả Với Lam Anh
22. Hài Kịch: Hoa Hậu Phu Nhân (Nguyễn Ngọc Ngạn) - Chí Tài, Việt Hương, Thúy Nga, Hoài Tâm, Nguyên Khoa
23. Thay Thế © (Lương Bằng Quang) - Minh Tuyết
24. Bảy Ngày Đợi Mong (Trần Thiện Thanh) - Quỳnh Vi, Trần Thái Hòa
25. Phỏng Vấn Thiên Tôn
26. Hương Xưa (Cung Tiến) - Thiên Tôn
27. LK 60 Năm Cuộc Đời & 20 - 40 (Y Vân) - Nguyễn Hưng, Như Loan
28. Tân Cổ: Hoa Mười Giờ (Tân Nhạc: Đài Phương Trang, Ngọc Sơn) - Mai Thiên Vân, Duy Trường
29. Một Ngày Không Còn Xa © (Hoài An) - Kỳ Phương Uyên, Anh Tú
30. Khi Xưa Ta Bé (Lời Việt: Phạm Duy) - Thu Phương
31. Đường Xưa Lối Cũ (Hoàng Thi Thơ) - Quang Lê
32. Bước Cùng Thời Gian © (Nguyễn Đức Cường) - Ánh Minh
33. Đố Vui Khán Giả Với Quỳnh Vi
34. Nha Trang Ngày Về (Phạm Duy) - Ngọc Anh
35. Lời Cảm Tạ - Nguyễn Ngọc Ngạn, Nguyễn Cao Kỳ Duyên
36. Em Đẹp Nhất Đêm Nay (Lời Việt: Phạm Duy) - Tóc Tiên
37. BONUS: Hậu Trường Sân Khấu

### Paris By Night 107
Chương trình mang tên Nguyễn Ngọc Ngạn: 20 năm sân khấu, trực tiếp thu hình vào hai ngày 10 và 11 tháng 11 năm 2012 tại Pechanga Resort and Casino, California.
Đây là chương trình mà MC Nguyễn Ngọc Ngạn sẽ xuất hiện với tư cách khách mời thay vì dẫn chương trình, Kỳ Duyên tiếp tục với vai trò MC. Trong chương trình, có sự tham gia lần đầu tiên của người bạn thân thuở nhỏ của Nguyễn Ngọc Ngạn là ca sĩ Giang Tử. DVD và Blu-ray Paris By Night 107 sẽ đồng loạt phát hành vào ngày 16 tháng 3 năm 2013.
Nội dung chương trình
1. Phần Mở Đầu
2. Lột Xác (Nguyễn Hải Phong) - Tóc Tiên, Mai Tiến Dũng
3. Video Clip: Nhà Văn Nguyễn Ngọc Ngạn
4. Lời Mở Đầu
5. Kẻ Ở Miền Xa (Trúc Phương) - Giang Tử
6. Phỏng Vấn Giang Tử
7. 20 Năm Bến Lạ (Song Ngọc) - Thế Sơn
8. LK Bóng Nhỏ Đường Chiều & Đêm Tâm Sự (Trúc Phương) - Hương Lan, Thái Châu
9. Tình Cho Không (Lời Việt: Phạm Duy) - Như Loan
10. Làm Sao Em Biết - Quỳnh Vi
11. Phỏng Vấn Tom Treutler
12. Chiều Xuân Xa Nhà (Thơ: Huy Phương, Nhạc: Nhật Ngân) - Quang Lê
13. Mùa Thu Paris (Thơ: Cung Trầm Tưởng, Nhạc: Phạm Duy) - Ý Lan
14. Vắng Bóng Người Yêu (Lời Việt: Phạm Duy) - Diễm Sương, Hương Giang
15. LK Vòng Tay Nào Cho Em (Ngọc Lan, Hoàng Lê Vũ) & Vì Trong Nghịch Cảnh (Hoài Nam) - Trường Vũ, Mai Thiên Vân
16. Phỏng Vấn Trường Vũ, Mai Thiên Vân
17. Đố Vui Khán Giả
18. Mấy Nhịp Cầu Tre (Hoàng Thi Thơ) - Hạ Vy
19. Đôi Mắt Người Sơn Tây (Thơ: Quang Dũng, Nhạc: Phạm Đình Chương) - Trần Thái Hòa
20. Cảm Ơn Người Tình (Lam Phương) - Ngọc Anh
21. Em Vẫn Buồn Như Xưa (Lời Việt: Lữ Liên) - Lưu Bích
22. Bánh Xe Lãng Tử (Trọng Khương) - Nguyễn Hưng
23. Trả Lại Anh (Đức Quỳnh) - Như Quỳnh
24. Đêm Cuối (Ngọc Sơn) - Duy Trường
25. Đoạn Cuối Tình Yêu (Tú Nhi) - Lương Tùng Quang
26. Video Clip: Nguyễn Ngọc Ngạn & Nhóm Kịch Thúy Nga
27. Đố Vui Khán Giả Với Hương Lan
28. Hài Kịch: Thể Dục Thẩm Mỹ (Nguyễn Ngọc Ngạn) - Chí Tài, Việt Hương, Hoài Tâm, Thúy Nga, Kỳ Duyên, Hằng Ni, Nhật Bình
29. LK Buồn (Y Vân) - Kỳ Phương Uyên & Men Say Nồng (Trịnh Lam) - Trịnh Lam
30. Tình Trong Dĩ Vãng (Ngọc Trọng) - Lam Anh
31. Dáng Xưa Về Đâu (Ngọc Trọng) - Thanh Hà
32. Video clip: Thân Hữu Phát Biểu
33. LK Phận Nghèo (Lê Mộng Bảo) & Truyện Tình Nghèo (Hàn Sinh) - Hương Thủy, Mạnh Quỳnh
34. Nguyễn Ngọc Ngạn Kể Chuyện Ma
35. Linh Hồn Và Thể Xác (Nguyễn Hải Phong) - Anh Tú
36. Con Ma (Nguyễn Hải Phong) - Thu Phương
37. Giọt Nắng Bên Thềm (Thanh Tùng) - Bằng Kiều
38. Đâu Phải Bởi Mùa Thu (Phú Quang) - Ngọc Hạ
39. Đố Vui Khán Giả
40. Xa Em Kỷ Niệm (Lời Việt: Anh Tài) - Don Hồ
41. Cuộc Tình Trong Cơn Mưa (Lời Việt: Huỳnh Nhật Tân) - Ánh Minh
42. Phỏng Vấn Mạnh Quỳnh
43. Một Đời Em Đã Yêu (Võ Hoài Phúc) - Minh Tuyết
44. Trung Tâm Thúy Nga Trao Quà Lưu Niệm Nhà Văn Nguyễn Ngọc Ngạn
45. Cô Láng Giềng (Hoàng Quý) - Đình Bảo
46. Người Yêu Tôi Khóc (Trần Thiện Thanh) - Thiên Tôn
47. Lời Cảm Tạ Nhà Văn Nguyễn Ngọc Ngạn
48. Ô Mê Ly (Văn Phụng, Văn Khôi) - Như Quỳnh, Thế Sơn, Thanh Hà, Don Hồ, Trần Thái Hòa, Ngọc Anh
49. Finale
50. BONUS: Hậu Trường Sân Khấu

### Paris By Night 106 VIP Party
Là chương trình chúc mừng Paris By Night 106 dành cho các ca sĩ và khách VIP. Chương trình được trực tiếp thu hình tại Planet Hollywood resorts and casinos (Las Vegas, Hoa Kỳ vào ngày 2 tháng 9 năm 2012, ngay sau Paris By Night 106. Đây là chương trình party thứ ba của trung tâm sau ba cuốn Paris By Night 100 VIP Party và 104 VIP Party.
Nội dung chương trình
1. Phần Mở Đầu
2. Yêu Em Bằng Cả Trái Tim - Lưu Bích
3. Lung Linh Hạt Mưa (Quốc Hùng) - Nguyễn Hưng
4. Mưa Nửa Đêm (Trúc Phương) - Hương Lan
5. LK Techno: Đổi Thay (Kim Tuấn) - Anh Tú, Nếu Điều Đó Xảy Ra (Ngọc Châu) - Đăng Vinh, Một Thời Đã Xa (Trường Huy) - Đan Kim
6. LK Định Mệnh (Song Ngọc) & Tình Bơ Vơ (Lam Phương) - Thu Phương, Phạm Quốc Thái
7. Để Nhớ Một Thời Ta Đã Yêu (Thái Thịnh) - Bằng Kiều
8. Trao Lưu Niệm Nhà Tài Trợː Thái Tuấn, FNC
9. Con Gái Bây Giờ (Quốc Hùng) - Như Loan, Lương Tùng Quang
10. Rồi Mai Ta Bên Nhau (Nguyễn Đức Cường) - Tóc Tiên, Mai Tiến Dũng
11. Một Ngày Mùa Đông (Bảo Chấn) - Quang Dũng
12. LK Rumba: Chuyện Buồn Tình Yêu (Mặc Thế Nhân) - Duy Trường, Mai Thiên Vân & Ai Cho Tôi Tình Yêu (Trúc Phương) - Hạ Vy
13. Rong Chơi Cuối Trời Quên Lãng (Hoàng Thi Thơ) - Ngọc Anh
14. Sao Em Nỡ Vô Tình (Nguyễn Hữu Sáng) - Hương Thủy
15. Ước Muốn Lặng Thầm (Vĩnh Tâm) - Lam Anh
16. Nếu Em Được Chọn Lựa (Thái Thịnh) - Minh Tuyết
17. Màu Xanh Tình Yêu (Sỹ Đan) - Kỳ Phương Uyên
18. Samba Cho Em (Ngọc Anh) - Diễm Sương
19. LK Cha Cha - Twist: Sầu Đông (Khánh Băng) - Lê Chánh Tín, Nếu Một Ngày (Khánh Băng) - Trường Thy, Có Nhớ Đêm Nào (Khánh Băng) - Thiên Tôn
20. Nào Biết Nào Hay - Thanh Hà
21. Chân Tình (Trần Lê Quỳnh) - Don Hồ
22. Finale
23. Hài Kịch: Tân Thần Điêu Đại Hiệp - Việt Hương, Hoài Tâm
24. Phỏng Vấn Ca Sĩ Paris By Night
25. Phỏng Vấn Khán Giả

## 2012

### Paris By Night 106
Chương trình mang tên Lụa / Silk, trực tiếp thu hình vào hai ngày 1 và 2 tháng 9 năm 2012 tại Planet Hollywood Resorts and Casino, Las Vegas. Đây là lần thứ 4 liên tiếp, chương trình Paris By Night được thực hiện tại Planet Hollywood và là lần thứ 6 quay tại Las Vegas. Chương trình có sự xuất hiện lần đầu tiên của nhạc sĩ Đình Bảo và hai quán quân cuộc thi V-Star do Thúy Nga và VietfaceTV tổ chức là Thiên Tôn và Anh Tú.
Phiên bản DVD Paris By Night 106 được phát hành vào ngày 19 tháng 12 năm 2012, phiên bản Blu-ray phát hành ngày 21 tháng 12 năm 2012.
Danh sách các tiết mục
1. Phần Mở Đầu
2. Dáng Em Lụa Là © (Lương Bằng Quang) - Ngọc Anh
3. Lời Mở Đầu - Nguyễn Ngọc Ngạn, Nguyễn Cao Kỳ Duyên
4. Phận Tơ Tằm (Minh Kỳ) - Hương Lan
5. Người Em Sầu Mộng (Y Vân, thơ: Lưu Trọng Lư) - Ý Lan
6. Trả Lại Em (Hoài An) - Lưu Bích, Trịnh Lam
7. Bốn Mùa Đợi Mong © (Đình Bảo) - Quỳnh Vi, Kỳ Phương Uyên
8. Tân Cổ: Quán Gấm Đầu Làng (Tân Nhạc: Giao Tiên, Vọng Cổ: Thanh Tòng) - Hương Thủy, Thế Sơn, Calvin Hiệp
9. Anh Đừng Đi © (Hoài An) - Mai Tiến Dũng, Hương Giang
10. Gửi Gió Cho Mây Ngàn Bay (Đoàn Chuẩn, Từ Linh) - Đình Bảo
11. Đố Vui Khán Giả
12. Xóa Hết © (Lương Bằng Quang) - Tóc Tiên
13. Đố Vui Khán Giả
14. Áo Lụa Hà Đông (Ngô Thụy Miên, thơ: Nguyên Sa) - Bằng Kiều
15. Hai Đứa Giận Nhau (Hoài Linh, Hà Vị Dương) - Trường Vũ, Mai Thiên Vân
16. Mắt Diễm Buồn (Hoàng Thi Thơ) - Thái Châu
17. Tôi Bán Đường Tơ (Thẩm Oánh) - Nguyễn Hưng
18. Kịch: Cha Già Dấu Yêu (Nguyễn Ngọc Ngạn) - Chí Tài, Việt Hương, Hoài Tâm, Thúy Nga
19. Video Clip: Lụa Xưa và Nay
20. Trình Diễn Thời Trang: Buồn Vương Màu Áo (Ngọc Trọng) - Phạm Quốc Thái & Tà Áo Cưới (Hoàng Thi Thơ) - Đình Bảo (Áo Dài Việt Hùng)
21. Phỏng Vấn Huy Khiêm
22. LK Trời Huế Vào Thu Chưa Em (Trịnh Lâm Ngân) & Huế Và Em (Nhật Ngân) - Quang Lê, Như Quỳnh
23. LK Chợt Nhớ & Tình Trái Ngang (Nhật Trung) - Trần Thái Hòa, Lam Anh
24. Không Thể Quên Anh © (Phúc Trường) - Như Loan, Diễm Sương
25. Đố Vui Khán Giả Với Quang Lê
26. Từ Giọng Hát Em (Ngô Thụy Miên) - Thiên Tôn
27. Đố Vui Khán Giả Với Quang Lê
28. Vẫn Yêu Một Người © (Nguyễn Hồng Thuận) - Quang Dũng, Minh Tuyết
29. Phiên Chợ Sông © (Hoài An) - Duy Trường, Hạ Vy
30. Trắng (Trần Quảng Nam) - Don Hồ, Thanh Hà
31. Đố Vui Khán Giả Với Lam Anh
32. Trăng Dưới Chân Mình (Trần Lê Quỳnh) - Thu Phương
33. Phỏng Vấn Thiên Tôn
34. Không Phải Em © (Võ Hoài Phúc) - Anh Tú
35. Phỏng Vấn Alan Carter
36. Dối Trá © (Lương Bằng Quang) - Lương Tùng Quang, Ánh Minh
37. Trình Diễn Áo Dài (Áo Dài Calvin Hiệp & Thái Nguyễn): Mùa Thu Trong Mưa (Trường Sa) - Như Quỳnh, Lam Anh, Diễm Sương, Quỳnh Vi, Thanh Hà, Mai Thiên Vân, Hạ Vy / Búp Bê Không Tình Yêu (LV: Vũ Xuân Hùng) - Minh Tuyết, Hương Giang, Hương Thủy, Kỳ Phương Uyên, Ngọc Anh, Như Loan, Tóc Tiên
38. Finale
39. BONUS: Hậu Trường Sân Khấu

### Paris By Night 105
Chương trình có chủ đề Người tình - The Lovers được trực tiếp thu hình vào hai ngày 17 và 18 tháng 3 năm 2012 tại Foxwoods Resort Casino (Mashantucket, Connecticut, Hoa Kỳ). Đây là chương trình Paris By Night được quay ở vị trí xa nhất từ trước đến nay về phía Đông Hoa Kỳ và là lần đầu tiên quay ở tiểu bang Connecticut. Nhạc hội có sự xuất hiện trực tiếp lần đầu tiên của ca sĩ Khánh Lâm. Chương trình được phát hành với định dạng DVD và Blu-ray vào ngày 15 tháng 6 năm 2012.
Danh sách tiết mục
1. Người Tình Trăm Năm (Đức Huy) - Ngọc Anh, Minh Tuyết, Lưu Bích, Như Quỳnh, Kỳ Phương Uyên, Thanh Hà, Như Loan, Tóc Tiên, Quỳnh Vi, Lam Anh, Hạ Vy, Diễm Sương
2. Lời Mở Đầu - Nguyễn Ngọc Ngạn, Nguyễn Cao Kỳ Duyên
3. Tình Khúc Buồn (Ngô Thụy Miên) - Trần Thái Hòa
4. Dạ Khúc Cho Tình Nhân (Lê Uyên Phương) - Thu Phương
5. Tưởng Nhớ Nhạc Sĩ Nhật Ngân
6. Bài Hát Cho Người Kỹ Nữ (Nhật Ngân, Duy Trung) - Khang Việt
7. Một Mai Giã Từ Vũ Khí (Nhật Ngân) - Khánh Lâm
8. Đố Vui Khán Giả
9. Khi Người Yêu Lừa Dối © (Phúc Trường) - Ánh Minh
10. Đố Vui Khán Giả
11. Mình Ơi (Diệu Hương) - Ngọc Hạ
12. Giận Em (Lâm Thái Hiền) - Duy Trường
13. Giới Thiệu Vietface TV
14. Giận Anh (Đức Trí) - Diễm Sương
15. Thương Lắm Mình Ơi © (Vũ Quốc Việt) - Như Quỳnh
16. Có Khi Nào Rời Xa (Tiên Cookie) - Trịnh Lam
17. Người Tình Không Đến (Ngân Giang) - Hạ Vy
18. Những Lời Mê Hoặc (LV: Phạm Duy) - Lam Anh
19. Hương Tình Gái Quê © (Hồng Xương Long) - Hương Thủy
20. Hài Kịch: Đệ Tử Chân Truyền (Nguyễn Ngọc Ngạn) - Bằng Kiều, Thúy Nga, Việt Hương, Hoài Tâm
21. Ngó Lơ © (Đình Bảo) - Mai Tiến Dũng
22. Chàng (LV: Nhật Ngân) - Quỳnh Vi
23. Người Tình (Phương Kim) - Mai Thiên Vân
24. Cho Em Ngày Mới © (Lưu Thiên Hương) - Tóc Tiên
25. Xin Em Nụ Cười © (Hoài An) - Lương Tùng Quang
26. Nụ Hồng Valentine © (Nguyễn Kim Tuấn) - Ngọc Anh
27. Đố Vui Khán Giả
28. Điều Chưa Nói © (Võ Hoài Phúc) - Don Hồ
29. Đố Vui Khán Giả
30. Time To Say Goodbye (Francesco Sartori, Lucio Quarantotto) - Khánh Hà, Tuấn Ngọc
31. Người Tình Johnny (LV: Khúc Lan) - Như Loan
32. Này Người Tình © (Nguyễn Đức Cường) - Kỳ Phương Uyên
33. Đố Vui Khán Giả
34. Ngỡ, Một Lần Nữa Em Quay Về © (Phúc Trường) - Bằng Kiều, Minh Tuyết
35. Đố Vui Khán Giả
36. Tình Hờ (Phạm Duy) - Phạm Duy
37. Yêu Là Chết Ở Trong Lòng (Phạm Duy) - Thanh Hà
38. Lời Cảm Tạ - Nguyễn Ngọc Ngạn, Nguyễn Cao Kỳ Duyên
39. Tạm Biệt Tình Yêu (Minh Nhiên) - Nguyễn Hưng, Lưu Bích
40. Finale
41. BONUS: Hậu Trường Sân Khấu

### Paris By Night 104 VIP Party
Đây là chương trình chào mừng Paris By Night 104 thành công tốt đẹp.
Danh sách chương trình:
1. Phần Mở Đầu
2. Huyền Thoại Người Con Gái (Lê Hựu Hà) - Tóc Tiên
3. Anh Đã Xa Tôi (Trần Quang Lộc) - Lam Anh
4. Tình Nghĩa Đôi Ta Chỉ Thế Thôi (Lam Phương) - Quang Lê, Hạ Vy
5. Hận Tình Trong Mưa (LV: Phạm Duy) - Thế Sơn
6. LK Trăngː Nửa Vầng Trăng (Nhật Trung), Vầng Trăng Cô Đơn (Ngọc Sơn), Vầng Trăng Đêm Trôi (Lê Quang), Vầng Trăng Khóc (Nguyễn Văn Chung) - Diễm Sương, Quỳnh Vi, Ánh Minh, Kỳ Phương Uyên
7. LK Ảo Ảnh, 60 Năm Cuộc Đời (Y Vân) - Trung Thành, Zoya Altmark
8. Vết Thương Cuối Cùng (Diên An) - Lưu Bích
9. Chờ (Lam Phương) - Trần Thái Hòa
10. Kim (Y Vũ) - Nguyễn Hưng
11. LK Người Ngoài Phố (Anh Việt Thu) & Phố Đêm (Tâm Anh) - Hương Lan, Mai Thiên Vân
12. Diana (Paul Anka) - Don Hồ
13. Tình Lẻ Bóng (Lương Bằng Vinh) - Minh Tuyết
14. Buồn Ơi, Chào Mi (Nguyễn Ánh 9) - Ngọc Anh
15. Chuyện Tình Yêu (LV: Phạm Duy) - Bằng Kiều
16. Không (Nguyễn Ánh 9) - Thanh Hà
17. Đàn Bà (Song Ngọc) - Elvis Phương
18. Self Control - Khánh Hà
19. LK Hoang Mang (Võ Hoài Phúc), Bởi Vì Em Yêu Anh (Phan Đinh Tùng), Những Lời Dối Gian (LV: Khúc Lan), Tình Phai (Nguyễn Ngọc Tài) - Mai Tiến Dũng, Như Loan, Lương Tùng Quang
20. Hài Kịch: Xe Ôm (Hoài Linh) - Chí Tài, Hoài Linh, Nguyên Khoa
21. Phỏng Vấn Ca Sĩ
22. Phỏng Vấn Khán Giả VIP
23. Phỏng Vấn Hair & Make-up Artists
24. Hậu Trường Sân Khấu Paris By Night 104

## 2011

### Paris By Night 104
Chương trình mang chủ đề Beginnings, thu hình trực tiếp tại Planet Hollywood resorts and casinos - Las Vegas Mỹ năm 2011. Dẫn chương trình là Nguyễn Ngọc Ngạn và Nguyễn Cao Kỳ Duyên. Đây là lần đầu tiên chương trình Paris By Night phát hành dưới định dạng đĩa Blu-ray, lần thứ ba liên tiếp chương trình Paris By Night được thực hiện tại Planet Hollywood và là lần thứ 5 quay tại Las Vegas. Chủ đề Beginnings tập trung về sự bắt đầu đối với những ngôi sao nhỏ có tiềm năng và hoài niệm về những ngày tháng đầu của các ca sĩ đi trước. Chương trình có sự xuất hiện lần đầu tiên của ca sĩ Ánh Minh, Nguyên Lê, Khang Việt và họa sĩ vẽ cát Joe Castillo trong vai trò minh hoạ.
Nội dung
1. Gọi Tên Ngày Mới © (Võ Hoài Phúc) - Như Quỳnh, Minh Tuyết, Tóc Tiên, Kỳ Phương Uyên
2. Lời Mở Đầu - Nguyễn Ngọc Ngạn, Nguyễn Cao Kỳ Duyên
3. Tình Tuyệt Diệu (Lời Việt: Lữ Liên) - Lưu Bích
4. Mãi Một Mối Tình Đầu © (Tùng Châu, Thái Thịnh) - Trịnh Lam, Diễm Sương
5. Đố Vui Khán Giả
6. Bắt Đầu Một Kết Thúc © (Phúc Trường) - Ánh Minh
7. Đố Vui Khán Giả
8. LK Nhạc Pháp - Khánh Hà, Elvis Phương
9. Chuyến Đò Không Em (Hoài Linh) - Duy Trường, Hạ Vy
10. Nơi Tình Yêu Bắt Đầu (Tiến Minh) - Bằng Kiều, Lam Anh
11. Phỏng Vấn Nhạc Sĩ Hoài An
12. Vai Chính Vai Phụ © (Hoài An) - Tú Quyên
13. Quên Đi Hạnh Phúc Ban Đầu © (Phúc Trường) - Như Loan
14. Thiêng Liêng Tình Mẹ (Mai Thu Sơn, Vọng Cổ: Viễn Châu) - Hương Lan, Hương Thủy
15. Mười Năm Yêu Em (Trầm Tử Thiêng) - Trần Thái Hòa
16. Thuở Ban Đầu (Phạm Đình Chương) - Nguyễn Hưng
17. Giấc Mơ Tuổi 20 (Hà Quang Minh) - Don Hồ
18. Về Lại Phố Xưa (Phú Quang) - Ngọc Liên
19. LK Phượng Buồn (Thanh Sơn, Thanh Vũ) & Kỷ Niệm Nào Buồn (Hoài An) - Như Quỳnh, Mạnh Quỳnh
20. Đố Vui Khán Giả
21. Hài Kịch: Mình Bắt Đầu Từ Đây (Nguyễn Ngọc Ngạn) - Bằng Kiều, Chí Tài, Hoài Tâm, Thúy Nga, Việt Hương
22. Phút Đầu Tiên (Hoàng Thi Thơ) - Quỳnh Dung, Nguyên Lê
23. Lần Đầu Cũng Là Lần Cuối (Vũ Chương, Dạ Cầm) - Khang Việt
24. Phỏng Vấn Khang Việt
25. Cho Tôi Lại Từ Đầu (Trần Quang Lộc) - Quỳnh Vi
26. Về Đây Nghe Em (Trần Quang Lộc) - Khánh Ly, Nguyễn Ngọc Ngạn
27. Trăng Mờ Bên Suối (Lê Mộng Nguyên) - Ngọc Hạ
28. Hỡi Người, Hỡi Tình © (Hoài An) - Kỳ Phương Uyên, Lương Tùng Quang
29. Ngày Xưa Anh Nói (Thúc Đăng, Thanh Tuyền) - Quang Lê, Mai Thiên Vân
30. Đừng Bỏ Em Một Mình (Phạm Duy, thơ: Minh Đức Hoài Trinh) - Hương Giang
31. Nếu Một Mai Em Sẽ Qua Đời (Phạm Duy) - Ngọc Anh
32. Phỏng Vấn Joe Castilo
33. Giới Hạn Cuối © (Phúc Trường) - Minh Tuyết
34. Đố Vui Khán Giả
35. Như Chưa Bắt Đầu (Đức Trí) - Ý Lan
36. Tình Đầu Tình Cuối (Trần Thiện Thanh) - Thế Sơn, Thanh Hà
37. Angel © (Hoài An) - Mai Tiến Dũng, Tóc Tiên
38. Finale

BONUSː
- Hậu Trường Sân Khấu
- Túy Ca (Châu Kỳ) - Khánh Lâm (Music Video)

### Paris By Night 103
Chương trình mang chủ đề Tình sử trong âm nhạc Việt Nam, trực tiếp thu hình vào hai ngày: 7 tháng 5 năm 2011 lúc 7:30 tối và 8 tháng 5 năm 2011 lúc 1:30 trưa  tại Nhà hát Charles M. Schulz trong khu giải trí Knott's Berry Farm, Buena Park, Nam California. Chương trình nhằm giới thiệu các ca khúc có xuất xứ từ những chuyện tình ngoài đời thật của các nhạc sĩ. Chương trình có sự xuất hiện trở lại của Hạ Vy, Ngọc Liên sau hơn nhiều năm vắng bóng trên sân khấu Thúy Nga.
Chương trình được điều khiển bởi nhà văn Nguyễn Ngọc Ngạn và Nguyễn Cao Kỳ Duyên với nội dung chương trình bao gồm
Nội dung chương trình
1. Yêu (Văn Phụng) - Diễm Sương, Như Loan
2. Lời Mở Đầu - Nguyễn Ngọc Ngạn, Nguyễn Cao Kỳ Duyên
3. Gọi Người Yêu Dấu (Vũ Đức Nghiêm) - Thanh Hà
4. Người Đi Qua Đời Tôi (Phạm Đình Chương, thơ: Trần Dạ Từ) - Trần Thái Hòa
5. Họp Mặt Lần Cuối (Song Ngọc) - Hương Thủy
6. Sầu Khúc Mùa Đông (Đức Trí) - Hương Giang
7. Hỏi Người Còn Nhớ Đến Ta (Hoàng Thi Thơ) - Trịnh Lam
8. Video Clipː Nhạc Sĩ Ngọc Sơn
9. Nét Son Buồn (Ngọc Sơn) - Ngọc Liên
10. Muộn (Nguyễn Hồng Thuận) - Lưu Bích
11. Hoang Mang (Võ Hoài Phúc) - Quỳnh Vi
12. Giáng Ngọc (Ngô Thuỵ Miên) - Bằng Kiều
13. Video Clipː Nhạc Sĩ Mặc Thế Nhân
14. Em Về Với Người (Mặc Thế Nhân) - Hạ Vy
15. Video Clipː Nhạc Sĩ Hàn Châu
16. Tội Tình (Hàn Châu) - Duy Trường
17. Phỏng Vấn Duy Trường
18. Anh Và Em (Vũ Quốc Việt) - Lương Tùng Quang
19. Nghìn Trùng Xa Cách (Phạm Duy) - Thu Phương
20. Một Đời Yêu Em (Trần Thiện Thanh) - Thế Sơn
21. Môi Xinh Nụ Cười © (Hoài An) - Mai Tiến Dũng
22. Phỏng Vấn Mai Tiến Dũng
23. Hài Kịch: Môn Đăng Hộ Đối (Nguyễn Ngọc Ngạn) - Chí Tài, Việt Hương, Hoài Tâm, Hương Thủy
24. Video Clipː Nhạc Sĩ Thanh Sơn Nói Về Nhạc Sĩ Trúc Phương
25. Hai Chuyến Tàu Đêm (Trúc Phương) - Quang Lê
26. Video Clipː Nhạc Sĩ Thanh Sơn
27. Trả Lại Thời Gian (Thanh Sơn) - Như Quỳnh
28. Còn Tuổi Nào Cho Em (Trịnh Công Sơn) - Minh Tuyết
29. Tuổi Đá Buồn (Trịnh Công Sơn) - Quang Dũng
30. Xin Trả Nợ Người (Trịnh Công Sơn) - Khánh Ly
31. Trái Tim Tội Lỗi (Quốc Dũng) - Lam Anh
32. Video Clipː Nhạc Sĩ Hoàng Trang
33. Nếu Đời Không Có Anh (Hoàng Trang) - Mai Thiên Vân
34. Video Clipː Nhạc Sĩ Diệu Hương
35. Đời Không Còn Nhau (Diệu Hương) - Don Hồ
36. Bài Không Tên Cuối Cùng (Vũ Thành An) - Ngọc Anh
37. Một Mình Trong Đêm (Quốc Hùng) - Kỳ Phương Uyên
38. Tình Yêu Không Có Lỗi (Minh Nhiên) - Nguyễn Hưng
39. Chén Đắng (Trương Lê Sơn) - Hồ Lệ Thu
40. Gục Ngã © (Phúc Trường) - Tóc Tiên
41. Finale

BONUSː
- Xin Làm Người Xa Lạ (Tú Nhi) - Khánh Lâm (Music Video)
- Hậu Trường Sân Khấu

### Paris By Night 102
Chương trình mang chủ đề Nhạc yêu cầu - Tình ca Lam Phương, trực tiếp thu hình vào hai ngày 12 và 13 tháng 2 năm 2011 tại Nhà hát Charles M. Schulz trong khu giải trí Knott's Berry Farm, Buena Park, Nam California. Chương trình có chủ đề tiếp nối với Paris By Night 92: Nhạc yêu cầu và Paris By Night 96: Nhạc yêu cầu 2 nhưng hạn chế yêu cầu của khán giả trong các bài hát của nhạc sĩ Lam Phương.. Các phần trình diễn đa số được hát trực tiếp và thu thanh ngay tại sân khấu.
Bản DVD được phát hành vào ngày 15/4/2011 . Trong bản DVD, trung tâm Thúy Nga thay đổi biểu trưng của mình, phần hòa âm cũng được thực hiện bởi nhạc sĩ Hoài Phương thay vì nhạc sĩ Tùng Châu như đa số các kì Paris by Night trước.

#### Nội dung chương trình
1. LK Mùa Thu Yêu Đương & Bé Yêu - Tóc Tiên, Mai Tiến Dũng
2. Lời Mở Đầu - Nguyễn Ngọc Ngạn, Nguyễn Cao Kỳ Duyên
3. Mưa Lệ - Thanh Hà
4. LK Tình Chết Theo Mùa Đông & Giọt Lệ Sầu - Thái Châu, Hương Lan
5. Kiếp Tha Hương - Khánh Ly
6. Cho Em Quên Tuổi Ngọc - Lam Anh
7. Kiếp Phiêu Bồng - Trịnh Lam
8. Lạy Trời Con Được Bình Yên - Khánh Hà
9. LK Khóc Thầm & Buồn Chi Em Ơi - Duy Trường, Phi Nhung
10. Kiều Chinh Phát Biểu Về Lam Phương
11. Một Đời Tan Vỡ - Lưu Bích
12. Đố Vui Khán Giả Với Bằng Kiều
13. Thuyền Không Bến Đỗ - Như Quỳnh
14. Thu Sầu - Ngọc Hạ
15. Thành Phố Buồn - Don Hồ
16. Tình Nghĩa Đôi Ta Chỉ Thế Thôi - Hồ Lệ Thu
17. Hài Kịch: Trăm Nhớ Ngàn Thương - Chí Tài, Hoài Linh
18. Tình Đẹp Như Mơ - Lương Tùng Quang
19. Giới Thiệu Thành Phần Ban Nhạc
20. Biển Tình - Diễm Sương
21. Đố Vui Khán Giả Với Thanh Hà
22. Xin Thời Gian Qua Mau - Quang Lê
23. Đèn Khuya - Mai Thiên Vân
24. Như Giấc Chiêm Bao - Thế Sơn
25. Hạnh Phúc Trong Tầm Tay - Kỳ Phương Uyên
26. Đố Vui Khán Giả Với Hương Lan
27. Xót Xa - Trần Thái Hòa
28. Em Đi Rồi - Ngọc Anh
29. Lầm - Nguyễn Hưng
30. Rừng Xưa - Hương Thủy
31. LK Em Là Tất Cả, Duyên Kiếp, Cỏ Úa - Minh Tuyết, Bằng Kiều
32. Vinh Danh Nhạc Sĩ Lam Phương
33. Bài Thơ Không Đoạn Kết - Thu Phương
34. LK Tình Đau - Quỳnh Vi & Yêu Nhau Bốn Mùa - Như Loan
35. Finale
36. BONUS: Hậu Trường Sân Khấu

### Paris By Night 101
Chương trình mang chủ đề Hạnh phúc đầu năm, trực tiếp thu hình tại Pechanga Resort and Casino, California vào 13 và 14 tháng 11 năm 2010. Đây là chương trình Tết thứ tư của Thúy Nga nối tiếp ba chương trình trước là Paris By Night 85: Xuân trong kỷ niệm (2007), Paris By Night 80: Tết khắp mọi nhà (2006) và Paris by Night 76: Xuân tha hương (2005). Chương trình có sự xuất hiện lần đầu tiên của nam ca sĩ Trần Quang Vũ. Bản DVD đã được phát hành vào ngày 14/1/2011.
Nội dung chương trình
1. Ngày Tết Việt Nam © (Hoài An) - Tóc Tiên, Quỳnh Vi, Nguyệt Anh, Hương Giang, Diễm Sương, Kỳ Phương Uyên
2. Thư Xuân Hải Ngoại (Trầm Tử Thiêng) - Ngọc Hạ
3. Nghĩ Chuyện Ngày Xuân (Song Ngọc) - Mai Thiên Vân
4. Khúc Giao Mùa (Huy Tuấn) - Trịnh Lam, Lam Anh
5. Quê Hương Mùa Xuân (Tiến Luân) - Phi Nhung
6. Chí Tài Chúc Tết
7. LK Mộng Chiều Xuân (Ngọc Bích) - Thanh Hà & Phố Hoa (Hoài An) - Như Loan
8. Đố Vui Khán Giả
9. LK Những Kiếp Hoa Xuân (Anh Bằng) - Hồ Lệ Thu & Cánh Hoa Xưa (Hoàng Trọng) - Khánh Ly
10. Giao Mùa © (Võ Hoài Phúc) - Lưu Bích, Trần Quang Vũ
11. Hoài Tâm Chúc Tết
12. Người Tình Ơi! Mơ Gì (Nguyễn Tường Văn) - Mai Tiến Dũng, Tóc Tiên
13. Đố Vui Khán Giả Với Quang Lê
14. Quê Tôi (Minh Vy) - Tú Quyên, Hương Giang, Diễm Sương
15. LK Trăng Về Thôn Dã (Hoài An, Huyền Linh) & Rước Tình Về Với Quê Hương (Hoàng Thi Thơ) - Thế Sơn, Hương Thủy
16. Chúc Xuân (Lữ Liên) - Việt Hương, Bé Tí, Thúy Nga
17. Hát Với Chú Ve Con (Thanh Tùng) - Minh Tuyết
18. Tom Treutler Chúc Tết
19. LK Chân Tình (Trần Lê Quỳnh) - Lương Tùng Quang & Điệp Khúc Mùa Xuân (Quốc Dũng) - Thủy Tiên
20. Em Đã Thấy Mùa Xuân Chưa? (Quốc Dũng) - Khánh Hà
21. Giọt Café Đầu Tiên © (Trần Thiện Thanh) - Mạnh Quỳnh, Trường Vũ
22. Việt Hương Chúc Tết
23. Tình Có Như Không (Trần Thiện Thanh) - Nguyễn Hưng
24. Thúy Nga Chúc Tết
25. Hài Kịch: Đám Cưới Đầu Xuân (Nguyễn Ngọc Ngạn) - Chí Tài, Bé Tí, Hoài Tâm, Carol Kim, Tom Treutler
26. Phỏng Vấn Carol Kim
27. Xuân Đẹp Làm Sao (Thanh Sơn) - Như Quỳnh
28. Bé Tí Chúc Tết
29. Ngày Xuân Thăm Nhau (Hoài An, Trang Dũng Phương) - Duy Trường, Quỳnh Dung
30. Mùa Xuân Trên Đỉnh Bình Yên (Từ Công Phụng) - Quang Dũng
31. Đố Vui Khán Giả Với Mai Thiên Vân
32. Xuân Với Đời Sống Mới (Tuấn Vũ) - Ngọc Anh
33. Nụ Cười Sơn Cước (Tô Hải) - Trần Thái Hòa
34. Nụ Xuân (Đỗ Anh Hùng) - Quỳnh Vi, Nguyệt Anh
35. Đố Vui Khán Giả
36. Bài Ca Tết Cho Em (Quốc Dũng) - Quang Lê
37. Ca Khúc Mừng Xuân (Văn Phụng) - Don Hồ, Kỳ Phương Uyên
38. Finale
39. BONUS: Hậu Trường Sân Khấu

## 2010

### Paris By Night 100 VIP Party
Đây là chương trình chào mừng Paris By Night 100 thành công tốt đẹp. Chương trình dành cho ca sĩ và khách mời VIP. Đây là chương trình đầu tiên trong loạt chương trình VIP của Thúy Nga
Nội dung chương trình
1. Phần Mở Đầu - Tú Quyên, Như Loan, Quang Lê, Tóc Tiên
2. Cùng Khiêu Vũ Bên Nhau (Quốc Hùng) - Lam Anh, Kỳ Phương Uyên
3. Phỏng Vấn Nguyễn Hưng, Kỳ Duyên, Bảo Hân, Lương Tùng Quang, Khánh Hà
4. Thế Giới Không Tình Yêu (Kim Tuấn) - Lương Tùng Quang
5. Phỏng Vấn Khánh Ly, Don Hồ, Ý Lan, Alan Cater, Nguyễn Ngọc Ngạn, Lưu Bích, Minh Tuyết
6. Hai Vì Sao Lạc (Anh Việt Thu) - Mai Thiên Vân
7. Mưa Đêm Ngoại Ô (Đỗ Kim Bảng) - Quang Lê
8. Phỏng Vấn Nguyễn Ngọc Ngạn, Nguyễn Hưng, Hồ Lệ Thu, Bằng Kiều, Trizze Phương Trinh, Phi Khanh, Thủy Tiên, Thu Phương, PBN Dancers, Thanh Hà
9. Vị Ngọt Đôi Môi (Tùng Châu, Lê Hựu Hà) - Hồ Lệ Thu
10. Phỏng Vấn Lay Minh, Hương Lan, Quỳnh Dung, Thanh Tuyền, Trúc Linh, Lam Anh, Kỳ Phương Uyên, Quỳnh Vi, Jacky Tài Nguyễn, Calvin Hiệp, Mai Thiên Vân, Quang Lê
11. Paris Có Gì Lạ Không Em? (Thơ: Nguyên Sa, Nhạc: Ngô Thụy Miên) - Ý Lan
12. Phỏng Vấn PBN Dancers, Terry Lindholm, Travis Vũ, Nhật Bình, Alex Lê, Mona Lisa Nguyễn, Hương Vũ
13. Lạnh Lùng (Nhạc: Đinh Việt Lang, Thơ: Vạn Thuyết Linh) - Như Quỳnh
14. Phỏng Vấn Marie Tô, Nguyệt Anh, Trần Thái Hòa, Mai Tiến Dũng, Hương Giang
15. Vết Thù Trên Lưng Ngựa Hoang (Phạm Duy, Ngọc Chánh) - Nguyễn Hưng
16. Phỏng Vấn Lynda Trang Đài, Tommy Ngô, Phi Nhung, Mạnh Quỳnh, Chí Tài, Phương Loan, Ngọc Anh, Huy Khiêm
17. Trái Tim Còn Trinh (Lời Việt: Phạm Duy) - Trần Thái Hòa, Quỳnh Vi
18. Phỏng Vấn Như Quỳnh
19. Còn Chút Gi Để Nhớ (Phạm Duy) - Thế Sơn
20. Phỏng Vấn Robert Ferkel, Duy Trường, Diễm Sương
21. Như Đã Dấu Yêu (Đức Huy) - Minh Tuyết, Bằng Kiều
22. Phỏng Vấn Thái Nguyễn, Phillip Trương
23. Ngàn Năm Vẫn Đợi (Lời Việt: Khúc Lan) - Ngọc Anh
24. Phỏng Vấn Lương Tùng Quang
25. LK Trái Tim Ngục Tù (Đức Huy) & Papa - Trịnh Lam, Don Hồ
26. I Will Survive - Khánh Hà
27. The House of Rising Sun - Elvis Phương
28. Blue Suede Shoes - Elvis Phương
29. Phỏng Vấn VIP Guests
30. Hậu Trường Sân Khấu Paris By Night 100
31. Phỏng Vấn Như Loan, Tóc Tiên, Shanda Sawyer
32. Passion Remains (Võ Hoài Phúc, Lyric: Kevin Quinn) - Như Loan, Tóc Tiên (from 2010 MDA Telethon)
33. Phỏng Vấn Việt Hương, Hoài Tâm
34. Hài Kịch: Hữu Duyên Thiên Lý - Việt Hương, Hoài Tâm
35. Phỏng Vấn Mai Tiến Dũng
36. Quay Mặt Bước Đi © (Thái Thịnh) - Mai Tiến Dũng (Music Video)
37. Phỏng Vấn Tâm Phương Anh
38. Nửa Đêm Thương Nhớ (Hoài Trang) - Tâm Phương Anh (Music Video)
39. Phỏng Vấn Duy Trường
40. Xin Vẫy Tay Chào (Tú Nhi) - Duy Trường (Music Video)

### Paris By Night 100
Chương trình mang chủ đề Ghi nhớ một chặng đường, trực tiếp thu hình tại Theatre for the Performing Arts ở Planet Hollywood Resort and Casino vào ngày 3 và 4 tháng 7 năm 2010 và phát hành DVD ngày 9/10/2010. Đại nhạc hội do Nguyễn Ngọc Ngạn và Nguyễn Cao Kỳ Duyên dẫn chương trình. Đây được xem như "Paris By Night in Las Vegas 4" vì Paris by Night đã diễn ra tại Caesars Palace ở Las Vegas vào năm 1994 và 1996 và Planet Hollywood năm 2009.
Đây tưởng chừng là chương trình cuối cùng của Trung tâm Thúy Nga nếu trung tâm này không qua được khủng hoảng tài chính và được đầu tư quy mô. Số khán giả tham dự lên đến 13,000 khán giả đến từ các tiểu bang khác nhau của Hoa Kỳ, Canada, của nhiều nước khác trên thế giới, như Pháp, Đức, Anh, Hòa Lan, Na Uy, Thụy Điển, Úc, và cả từ Việt Nam với giá vé vào xem được xem là đắt nhất từ trước đến nay cho một show ca nhạc hải ngoại (từ 60 đôla cho đến 2,000 đôla)
Chương trình này cũng là chương trình cuối cùng của Bảo Hân khi cô từ giã sân khấu về châu Âu sinh sống.
Danh sách tiết mục
1. Phần Mở Đầu
2. Mơ Một Tình Yêu © (Tùng Châu, Thái Thịnh) - Như Quỳnh, Minh Tuyết
3. Lời Mở Đầu - Nguyễn Ngọc Ngạn, Nguyễn Cao Kỳ Duyên
4. LK Trăm Nhớ Ngàn Thương (Lam Phương), 10 Năm Tình Cũ (Trần Quảng Nam), Phải Chi Em Đừng Có Chồng (Mặc Thế Nhân) - Ý Lan, Elvis Phương
5. Chân Trời Tím (Trần Thiện Thanh) - Hương Lan, Thái Châu
6. My Shining Star © (Bảo Thạch) - Bảo Hân
7. Phỏng Vấn Bảo Hân
8. LK Tiễn Đưa (Song Ngọc, Thơ: Nguyên Sa) & Về Mái Nhà Xưa (Nguyễn Văn Đông) - Khánh Ly, Thanh Tuyền
9. Ngày Đó Chúng Mình (Phạm Duy) - Ngọc Hạ, Trần Thái Hoà
10. LK Dịu Dàng Đến Từng Phút Giây (Lương Bằng Quang) & Như Vẫn Còn Đây © (Phúc Trường) - Mai Tiến Dũng, Hương Giang
11. Tân Cổ: Ngày Buồn (Tân Nhạcː Lam Phương, Vọng Cổ: Nguyễn Nhân Tâm) - Mạnh Quỳnh, Phi Nhung
12. PBN 100 Special Award: Cung Đỗ & Linh Xuân
13. LK Mẹ Từ Bi (Chúc Linh, Thích Từ Giang) & Chùa Tôi (Chúc Linh) - Hương Thủy, Kỳ Phương Uyên
14. Video Clip: PBN & Nhạc Dân Ca
15. PBN 100 Special Award: Shanda Sawyer
16. Xin Lỗi Anh © (Hoài An) - Minh Tuyết, Bằng Kiều
17. Chuyện Tình Buồn 100 Năm (Song Ngọc) - Mai Thiên Vân, Quang Lê
18. Phỏng Vấn Kiều Chinh
19. LK Tình Chết Theo Mùa Đông (Lam Phương) & Vết Thương Cuối Cùng (Diên An) - Lương Tùng Quang, Hồ Lệ Thu
20. Đố Vui Khán Giả
21. Tại Sao Là Không? © (Diệu Hương) - Thanh Hà, Don Hồ
22. Video Clip: Tưởng Niệm
23. Con Đường Mang Tên Em (Trúc Phương) - Như Quỳnh, Trường Vũ
24. Belle (Lời Việt: Thái Thịnh) - Trần Thái Hoà, Thế Sơn, Trịnh Lam
25. Lời Ngỏ Trung Tâm Thúy Nga - Tô Ngọc Thủy
26. Phỏng Vấn Jean Pierre Barry
27. Hài Kịch: Sao Em Nỡ Vội Lấy Tiền (Nguyễn Ngọc Ngạn) - Bằng Kiều, Thuý Nga, Chí Tài, Hương Thủy
28. Đố Vui Khán Giả
29. LK Tôi Muốn Quên Người (Khánh Băng) & Nửa Hồn Thương Đau (Phạm Đình Chương) - Nguyễn Hưng, Ngọc Anh
30. Phỏng Vấn Tom Treutler
31. Vì sao Ta Mất Nhau © (Quốc Hùng) - Trịnh Lam, Quỳnh Vi
32. Đố Vui Khán Giả
33. Chỉ Còn Đêm Nay, Abanibi (Lời Việt: Chiêu Nghi) - Lynda Trang Đài, Tommy Ngô
34. LK Nó Và Tôi (Song Ngọc) & Những Ngày Xưa Thân Ái (Phạm Thế Mỹ) - Duy Trường, Thành An, Quỳnh Dung
35. The Prayer (Carole Bayer Sager, David Foster) - Khánh Hà, Tuấn Ngọc
36. Giọt Mưa Thu (Đặng Thế Phong, Bùi Công Kỳ) - Lam Anh, Nguyệt Anh
37. PBN 100 Special Award: Tùng Châu
38. Giọt Lệ Cho Ngàn Sau (Từ Công Phụng) - Duy Quang, Phi Khanh
39. Cho Em Mãi Được Yêu (Lời Việt: Khúc Lan) - Tú Quyên, Diễm Sương
40. Đố Vui Khán Giả
41. LK Một Ngày Không Có Anh (Y Vân, Thơ: Nguyễn Long) & Nếu Một Ngày (Khánh Băng) - Lưu Bích, Thủy Tiên
42. Đố Vui Khán Giả
43. LK Lời Cuối Cho Em (Nguyễn Ánh 9), Nhìn Nhau Lần Cuối (Nguyễn Vũ), Điều Giản Dị (Phú Quang), Yêu Em (Lê Hựu Hà) - Thu Phương, Thế Sơn
44. Lời Cảm Tạ - Nguyễn Ngọc Ngạn, Nguyễn Cao Kỳ Duyên
45. Tình Còn Đam Mê © (Võ Hoài Phúc) - Tóc Tiên, Như Loan
46. Finale
47. BONUS: Nếu Điều Đó Xảy Ra (Đạo Diễn: Khanh Nguyễn, Kịch Bản: Nguyễn Ngọc Ngạn) - Quang Lê, Minh Tuyết, Lương Tùng Quang, Mai Thiên Vân, Hương Thủy, Như Loan

### Paris By Night Divas
Chương trình có tên là Đêm hội ngộ của các nữ siêu sao, trực tiếp thu hình tại Knott's Berry Farm ngày 20 tháng 1 năm 2010 lúc 8 giờ địa phương và phát hành dưới dạng hai DVD. Chương trình kéo dài khoảng 5 giờ do Nguyễn Ngọc Ngạn và Nguyễn Cao Kỳ Duyên (vai trò hạn chế) dẫn chương trình.
Đây là chương trình tổng hợp đặc biệt của trung tâm Thúy Nga nhằm tôn vinh 24 nữ ca sĩ được đông đảo công chúng tại hải ngoại mến mộ. Nguyễn Ngọc Ngạn là người đàn ông duy nhất đứng trên sân khấu (không kể vũ công các nam ca sĩ được phỏng vấn và các thành viên nam của ban nhạc). Đây cũng là chương trình Paris By Night đầu tiên trong thời gian gần đây không có phần hài kịch - một thế mạnh của chương trình Paris By Night.
Danh sách các tiết mục
1. Phần Mở Đầu
2. Thương Nhau Ngày Mưa (Nguyễn Trung Cang) - Lưu Bích, Minh Tuyết, Như Quỳnh, Hồ Lệ Thu, Như Loan, Thủy Tiên, Thanh Hà, Ngọc Anh
3. Lời Mở Đầu - Nguyễn Ngọc Ngạn
4. Nếu Đã Yêu © (Tùng Châu, Lê Hựu Hà) - Lam Anh
5. Tin Yêu Tàn Phai © (Võ Hoài Phúc) - Kỳ Phương Uyên
6. I'll Go This Way (Lời Việt: Bảo Thạch) - Bảo Hân
7. Sang Ngang (Đỗ Lễ) - Hương Giang
8. Tình Ngăn Cách © (Hoài An) - Quỳnh Vi
9. Hậu Trường Sân Khấu
10. Hàn Mặc Tử (Trần Thiện Thanh) - Mai Thiên Vân
11. Phỏng Vấn Quang Lê
12. Tựa Vào Vai Anh (Bảo Thạch) - Tú Quyên
13. Phỏng Vấn Thái Nguyễn
14. Vàng Son Một Thuở Yêu Em (Vũ Quốc Việt) - Nguyệt Anh
15. Phỏng Vấn Lương Tùng Quang, Thế Sơn, Dương Triệu Vũ
16. Hững Hờ (Huỳnh Nhật Tân) - Hồ Lệ Thu
17. Phỏng Vấn Khán Giả
18. Tủi Phận (Thái Hùng) - Phi Nhung
19. Chuyện Người Con Gái (Thái Hùng) - Hương Thủy
20. Phỏng Vấn Calvin Hiệp
21. Dấu Chân Địa Đàng (Trịnh Công Sơn) - Khánh Ly
22. Phỏng Vấn Mai Tiến Dũng, Duy Trường
23. Cỏ Hồng (Phạm Duy) - Khánh Hà
24. Dạ Cổ Hoài Lang (Cao Văn Lầu) - Hương Lan
25. Phỏng Vấn Linh Lê
26. La Vie En Rose (Lời Việt: Diệu Hương) - Ý Lan
27. Trên Đỉnh Phù Vân (Phó Đức Phương) - Ngọc Hạ
28. Phỏng Vấn Trần Thái Hòa
29. Tình Phụ Tôi © (Lan Anh) - Lưu Bích
30. Phỏng Vấn Nhật Bình, Gordon Bành
31. LK Mưa: Hỡi Người Tình, Trời Còn Mưa Mãi, Mưa Trên Biển Vắng - Minh Tuyết
32. Phỏng Vấn Bằng Kiều
33. Phỏng Vấn Huỳnh Gia Tuấn, Preston Trần
34. LK Nước Cuốn Hoa Trôi (Hồng Vân) & Tình Nàng La Lan (Hàn Châu) - Như Quỳnh
35. Tình Lỡ (Thanh Bình) - Thanh Hà
36. Phỏng Vấn Don Hồ
37. Mùa Thu Chết (Phạm Duy) - Ngọc Anh
38. Hậu Trường Sân Khấu
39. Em Muốn Tin Anh (Quốc Hùng) - Như Loan
40. Phỏng Vấn Tommy Phạm
41. Voyage, Voyage (Lời Việt: Chiêu Nghi) - Thủy Tiên
42. Cát Bụi Tình Xa (Trịnh Công Sơn) - Quỳnh Vi, Kỳ Phương Uyên, Tú Quyên, Lam Anh, Nguyệt Anh, Hương Giang
43. Phỏng Vấn Dance Group "We Are Heroes"
44. Làm Sao Giữ Được Anh © (Vĩnh Tâm) - Tóc Tiên
45. Finale

BONUS
- Tầm Gửi (Trương Lê Sơn) - Diễm Sương (directed by Hoàng Tuấn Cường)
- Vì Trái Tim Ngây Thơ (Huỳnh Nhật Tân) - Thanh Quỳnh (directed by Hoàng Tuấn Cường)
- Đêm Nhớ Người Tình (Vinh Sử) - Quỳnh Dung (directed by Khanh Nguyễn)
- Hậu Trường Sân Khấu

### Paris By Night 99
Chương trình mang chủ đề Tôi là người Việt Nam, thu hình trực tiếp tại Knott's Berry Farm vào 16 và 17 tháng 1 năm 2010 và phát hành dưới dạng DVD ngày 8 tháng 4 năm 2010. Chương trình kéo dài khoảng 5 giờ do Nguyễn Ngọc Ngạn và Nguyễn Cao Kỳ Duyên dẫn chương trình.
Đây là chương trình tổng hợp đặc biệt của trung tâm Thúy Nga nhằm xác định cội nguồn dân tộc và vinh danh những người Việt Nam thành công ở hải ngoại trong mọi lãnh vực, đi kèm là những ca khúc, hầu hết được sáng tác sau năm 1975.
Nội dung chương trình
1. Video Clipː Tôi Là Người Việt Nam
2. Tình Ca (Phạm Duy) - Như Quỳnh, Mai Thiên Vân, Ngọc Anh, Nguyệt Anh, Hương Thủy, Hương Giang, Quỳnh Vi, Hồ Lệ Thu, Thế Sơn, Trần Thái Hòa, Quang Lê, Trịnh Lam
3. Dân Biểu Quốc Hội Liên Bang Hoa Kỳ Luật Sư Cao Quang Ánh
4. Lời Ngỏ - Nguyễn Ngọc Ngạn, Nguyễn Cao Kỳ Duyên
5. Nhạt Nhòa (Tuấn Khanh) - Ý Lan
6. Quê Mẹ (Thu Hồ) - Mai Thiên Vân
7. Video Clipː Chính Chu
8. Phỏng Vấn Chính Chu
9. LK Mời Anh Về Thăm Quê Em (Thùy Linh) - Hà Phương & Sóc Sờ Bai Sóc Trăng (Thanh Sơn) - Hương Thủy
10. Videp Clipː Nguyễn Thị Bích Yên
11. Phỏng Vấn Nguyễn Thị Bích Yên
12. LK Tình Đã Vụt Bay (Vũ Tuấn Đức) - Kỳ Phương Uyên & Nhớ (Trịnh Nam Sơn) - Lưu Bích
13. Ở Đâu Cũng Có Em (Trần Quảng Nam) - Trần Thái Hòa
14. Video Clipː Lê Cung
15. Phỏng Vấn Lê Cung
16. LK Để Quên Con Tim & Và Tôi Cũng Yêu Em (Đức Huy) - Lương Tùng Quang, Mai Tiến Dũng
17. Video Clipː Thắng Đào
18. Phỏng Vấn Thắng Đào
19. Ướt Mi (Trịnh Công Sơn) - Khánh Ly
20. LK Dấu Chân Tình Ái (Ngọc Trọng) & Tóc Ngang Bờ Vai (Vũ Tuấn Đức) - Như Loan, Nguyễn Thắng
21. Video Clipː Công Ty BTL Machine
22. Phỏng Vấn Võ Bửu
23. Tình Cha (Ngọc Sơn) - Thành An
24. Đổi Cả Thiên Thu Tiếng Mẹ Cười (Võ Tá Hân, thơ: Trần Trung Đạo) - Thế Sơn
25. Video Clipː Trịnh Hữu Châu
26. Tình Đẹp Hậu Giang (Trần Thiện Thanh) - Phi Nhung, Duy Trường
27. Kỷ Niệm (Phạm Duy) - Dương Triệu Vũ
28. Phỏng Vấn Lê Duy Loan
29. Video Clipː Hội Văn Hóa Khoa Học Kỹ Thuật & Phỏng Vấn Nguyễn Ngọc Bảo
30. Video Clipː Trịnh Xuân Thuận
31. Video Clipː Canada & Phỏng Vấn Nguyễn Mạnh Hiếu
32. Giới Thiệu Sáchː Kỷ Niệm Sân Khấu
33. Hài Kịch: Thiên Đàng Không Phải Là Đây (Nguyễn Ngọc Ngạn) - Thúy Nga, Chí Tài, Bé Tí, Hương Thủy
34. Video Clipː Cuisine
35. Phỏng Vấn Lê Chí Huy
36. Câu Kinh Tình Yêu (Sỹ Đan) - Don Hồ
37. Video Clipː Đinh Đ. Việt
38. Phỏng Vấn Đinh Đ. Việt
39. Tim Em Mãi Thuộc Về Anh © (Đồng Sơn) - Minh Tuyết
40. Video Clipː Úc Châu
41. Tháng 6 Trời Mưa (Hoàng Thanh Tâm, thơ: Nguyên Sa) - Ngọc Anh
42. Tôi Muốn Nói Yêu Em (Mai Anh Việt) - Nguyễn Hưng
43. Video Clipː Mike Nguyễn
44. Duyên Phận © (Thái Thịnh) - Như Quỳnh
45. Quê Hương Tuổi Thơ Tôi (Từ Huy) - Ngọc Hạ
46. Video Clipː Fashion Designers
47. Phỏng Vấn Calvin Trần, Thiện Lê, Kim Phan
48. LK Cơn Mưa Chiều Nay, Lung Linh Giọt Mưa, Vu Vơ Tình Đầu (Quốc Hùng) - Tú Quyên, Quỳnh Vi, Lam Anh
49. Người Em Vỹ Dạ (Minh Kỳ, Tôn Nữ Thụy Khương) - Quang Lê
50. Video Clipː Quý Tôn
51. Phỏng Vấn Quý Tôn
52. Xin Đừng Quay Lại (Diệu Hương) - Bằng Kiều
53. LK Cứ Lừa Dối Đi (Huỳnh Nhật Tân) - Hồ Lệ Thu & Biển Chiều © (Trịnh Lam) - Trịnh Lam
54. Video Clipː Daniel Phú
55. Phỏng Vấn Daniel Phú
56. Em Trong Mắt Tôi (Nguyễn Đức Cường) - Tóc Tiên
57. Quê Hương Mình © (Hoài An) - Hương Giang, Nguyệt Anh
58. Finale